# Danh sách tem bưu chính của Đức Quốc xã
Trong thời kỳ Đức Quốc xã, đã xuất hiện một dòng tem do Reichspost phát hành ra để sử dụng và tận dụng chúng như một công cụ để tuyên truyền. Năm 1942, bộ tem Hitler được phát hành và sử dụng phổ biến đến tận cuối chiến tranh, đồng thời cũng mang về một khoản thu lớn cho chính Hitler.
Đến năm 1944, dòng chữ "Deutsches Reich" trên tem được đổi thành "Grossdeutsches Reich" có nghĩa là Đại Đế chế Đức.
Tổng cộng đã có bộ tem đã

được Reichspost phát hành trong thời kỳ Đức Quốc xã.

Con tem nổi tiếng nhất với số lượng in nhiều nhất, tem phổ thông Adolf Hitler giá 12pf.
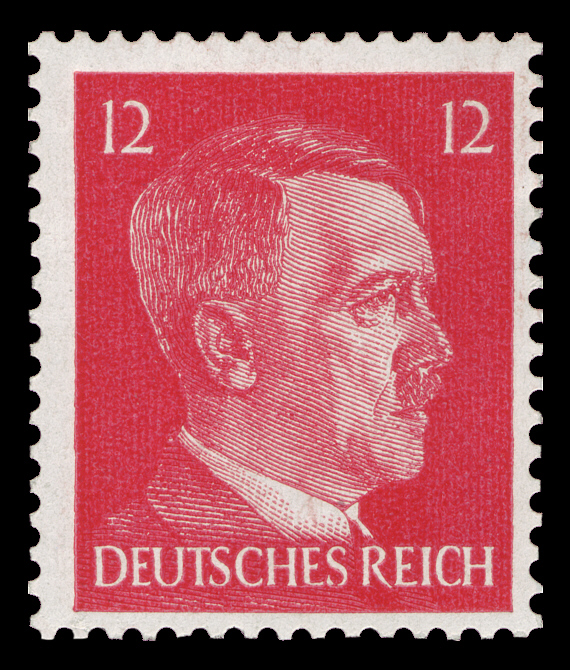
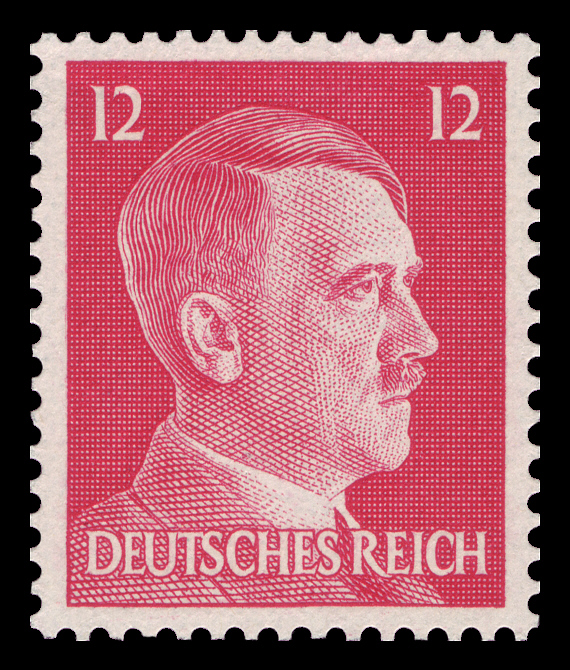

## Danh sách chính thức
Danh sách sau có: pf = pfennig và RM = Reichsmark

### 1933

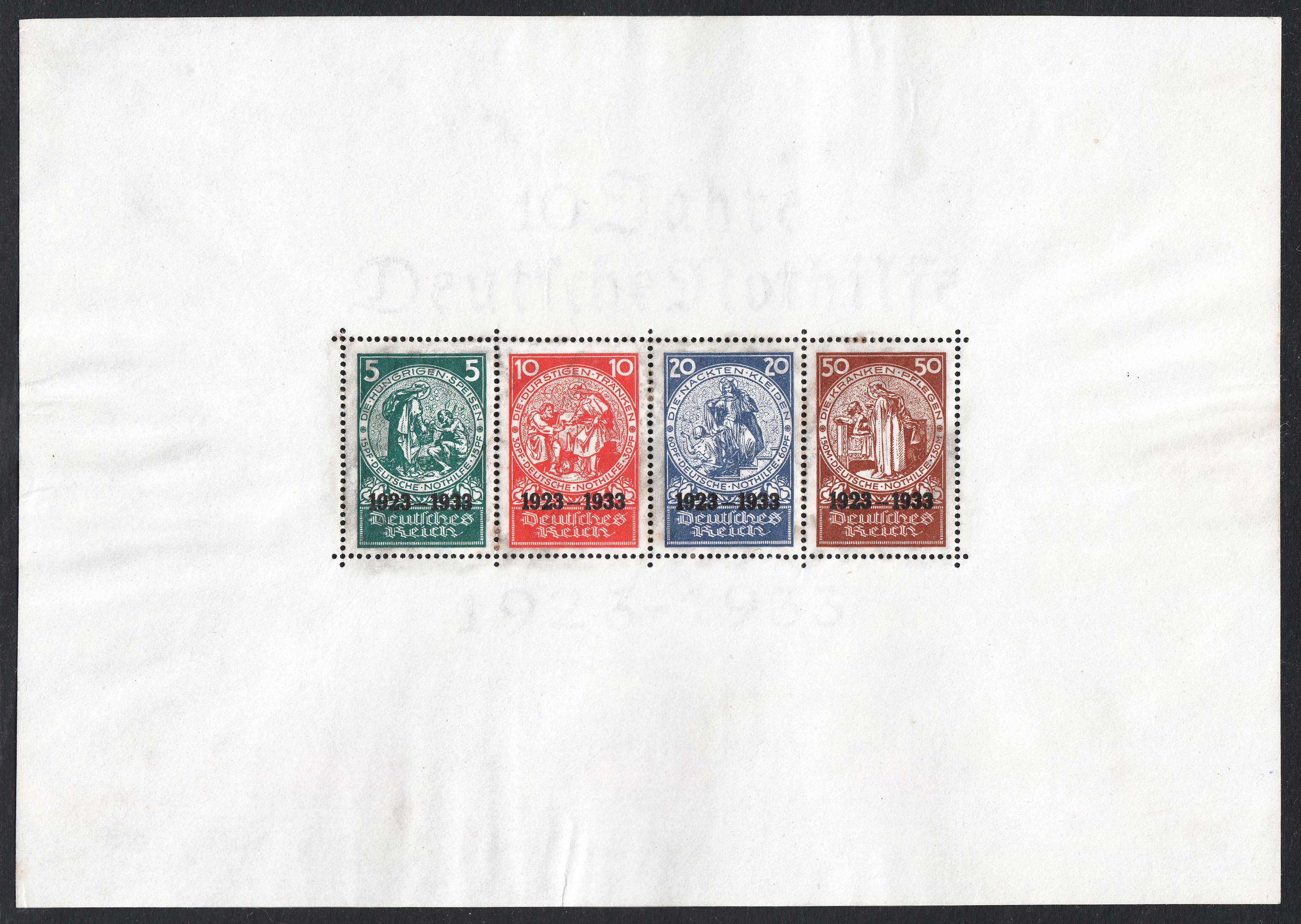
Khối tem 10 năm Viện trợ khẩn cấp cho Đức.

12/4/1933: Khai mạc Reichstag, Fredrich 2 của Phổ

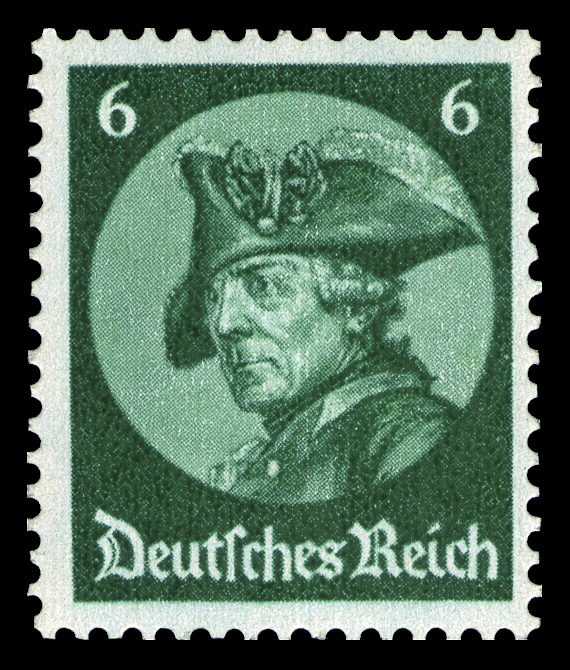
6 pfennig
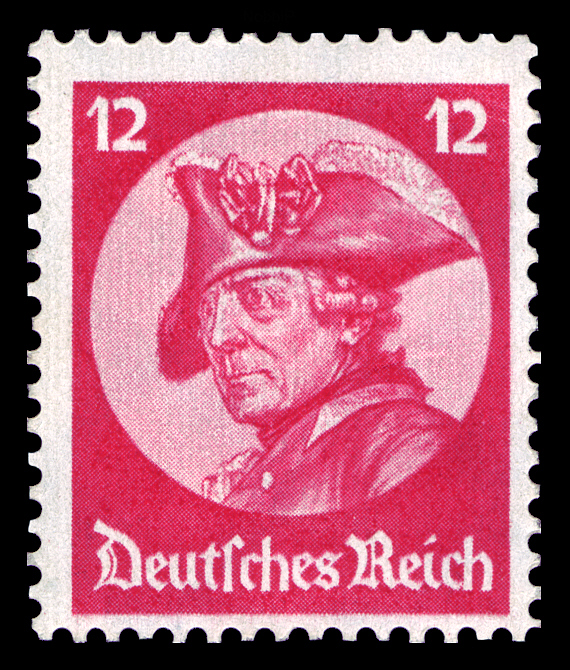
12 pfennig
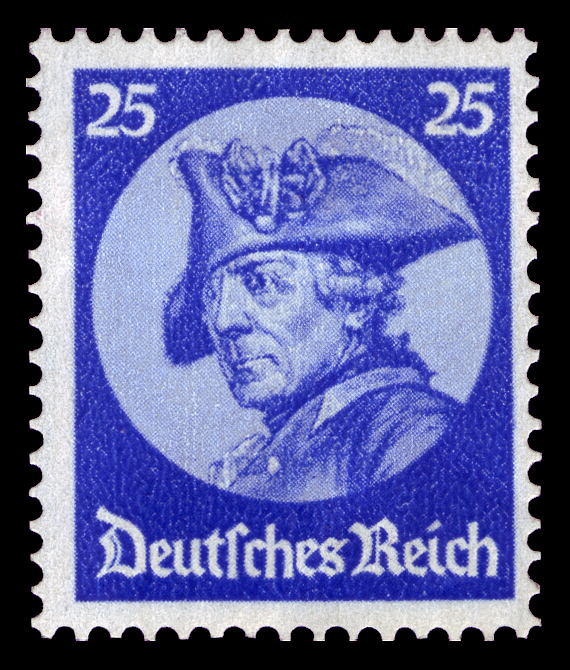
25 pfennig

25/9: Hội chợ Thế giới Chicago Trip 1933, khí cầu Zeppelin vượt biển.

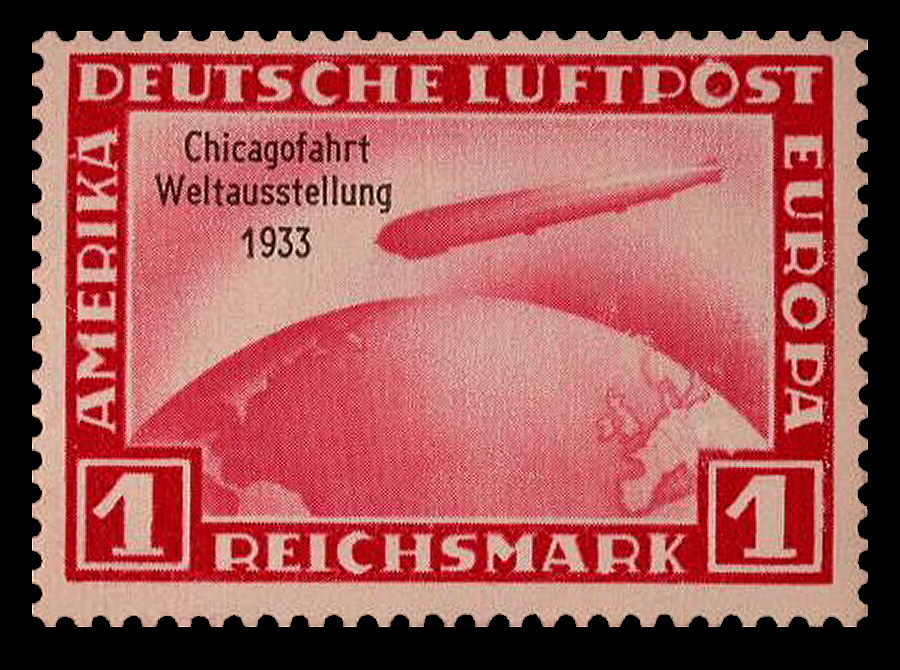
1 reichsmark
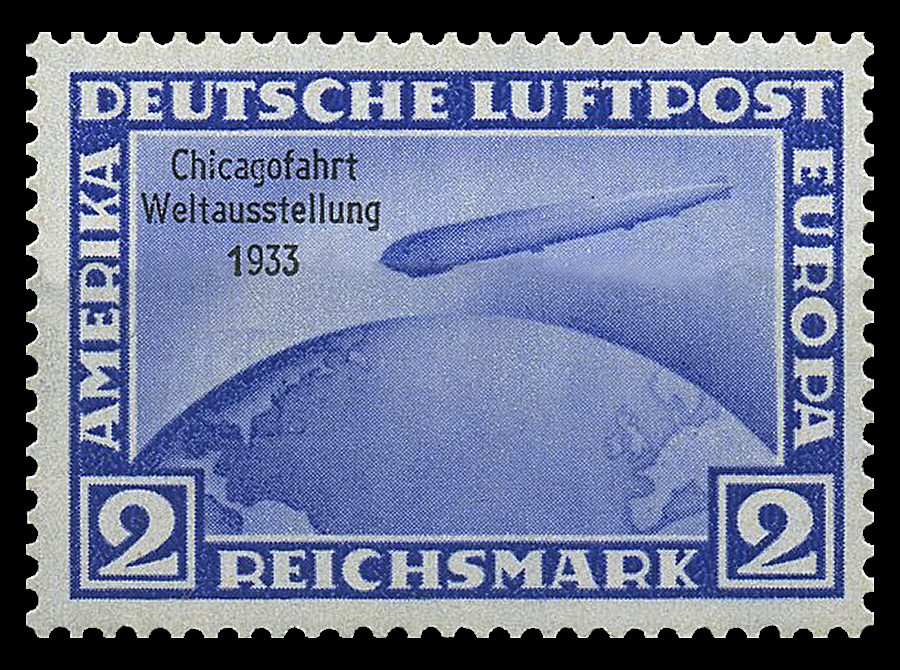
2 reichsmark
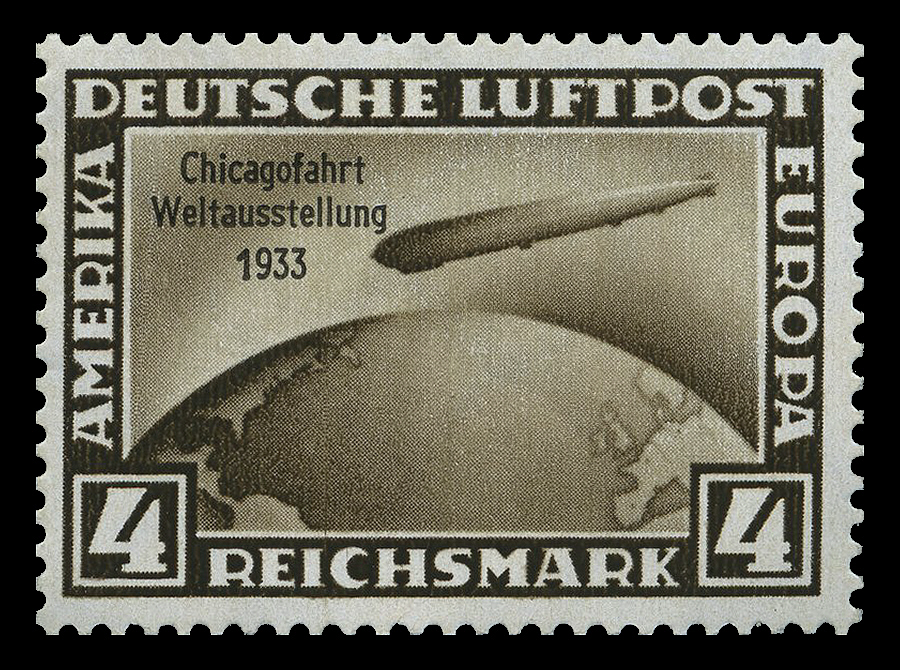
4 reichsmark

1/11: Các tem viện trợ khẩn cấp cho Đức, với ảnh các vở opera của Richard Wagner

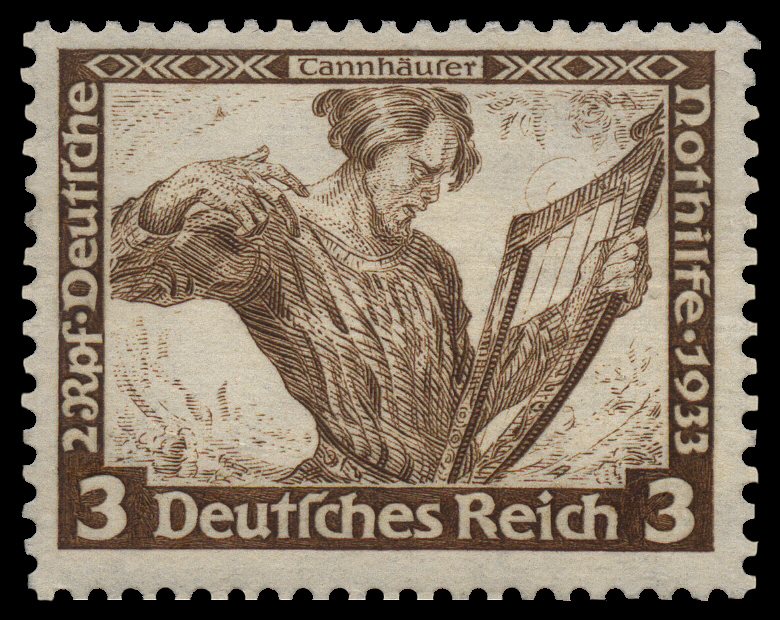
3+2 pf
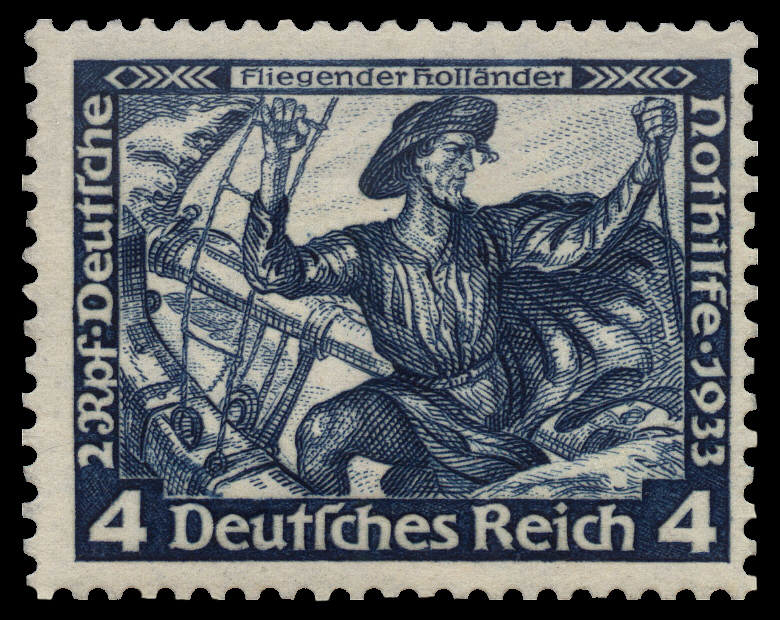
4+2 pf
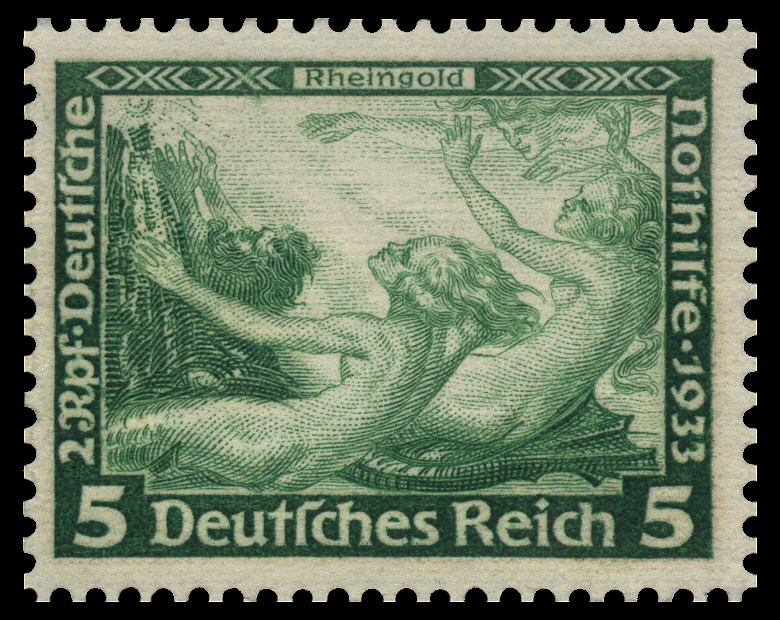
5+2 pf
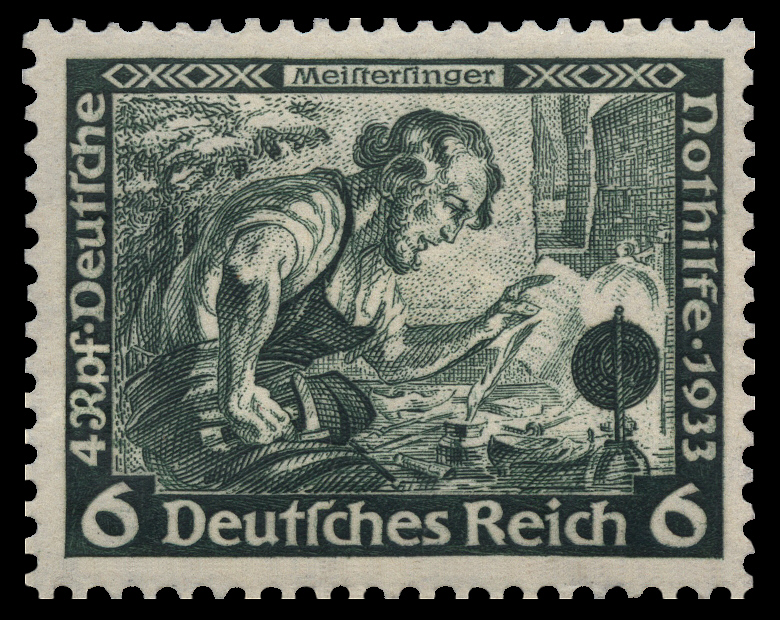
6+4 pf
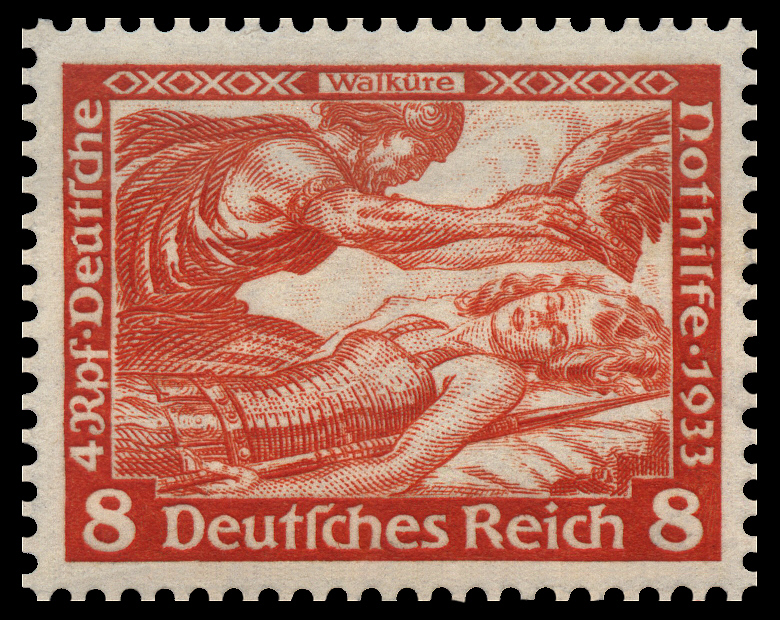
8+4 pf
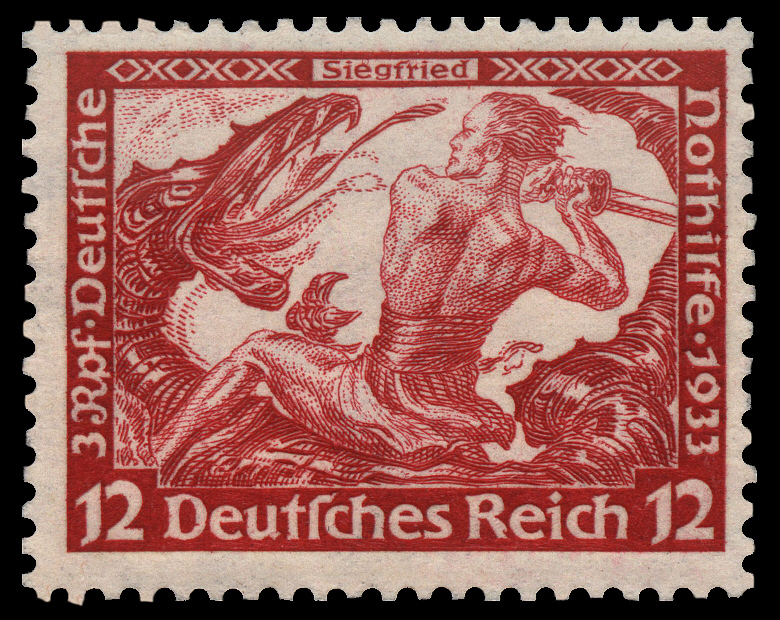
12+3 pf
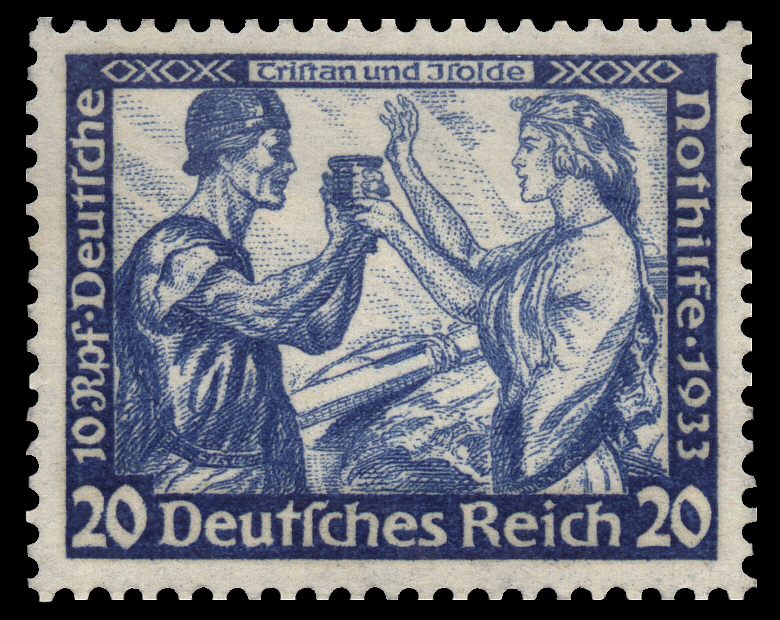
20+10 pf
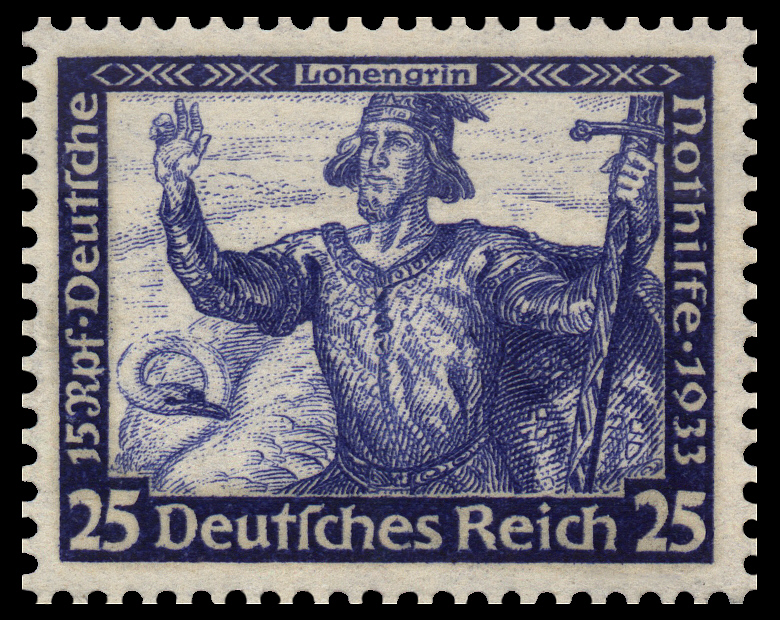
25+15 pf
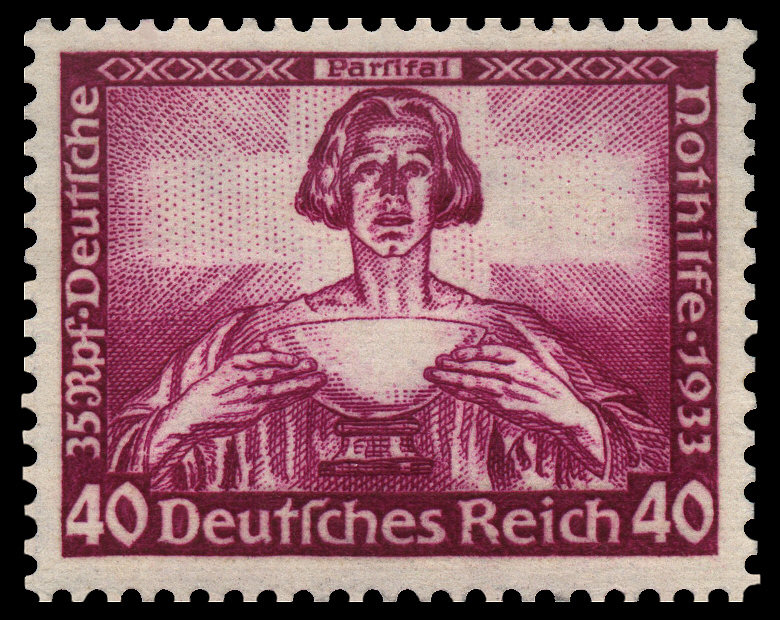
40+35 pf

29/11: Tem 10 năm viện trợ cho Đức được phát hành

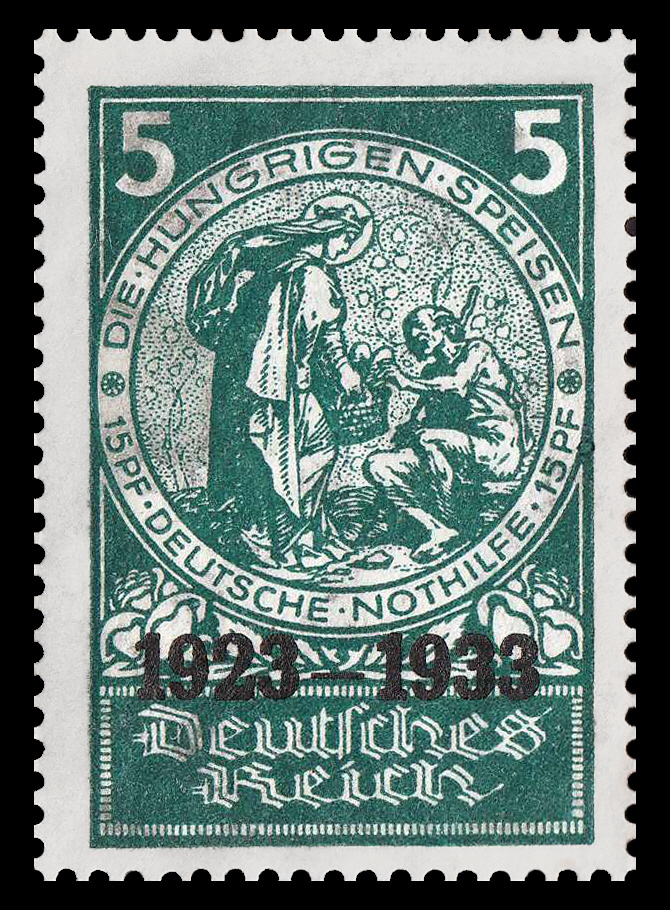
5+15 pf
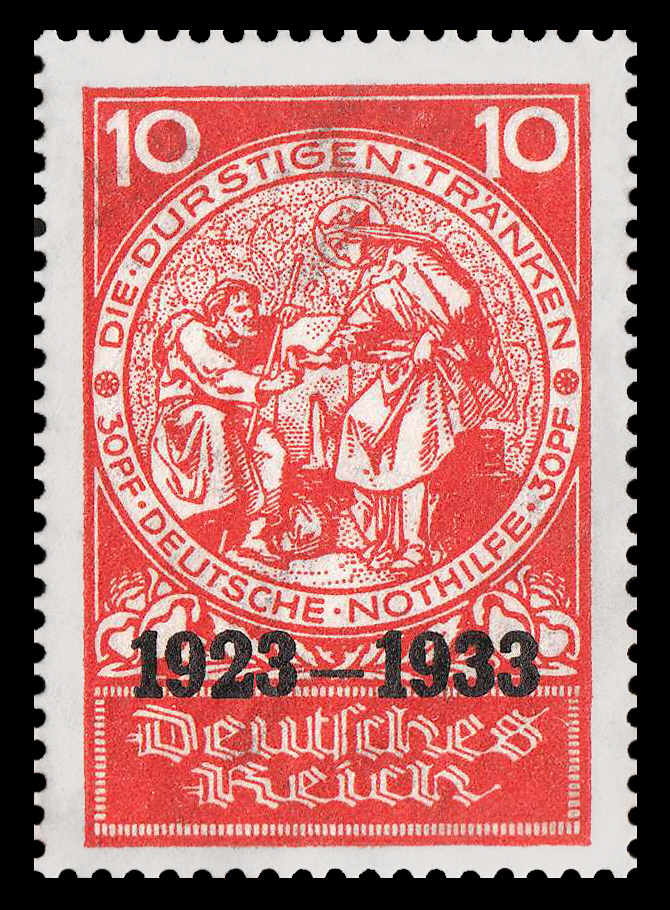
10+30 pf
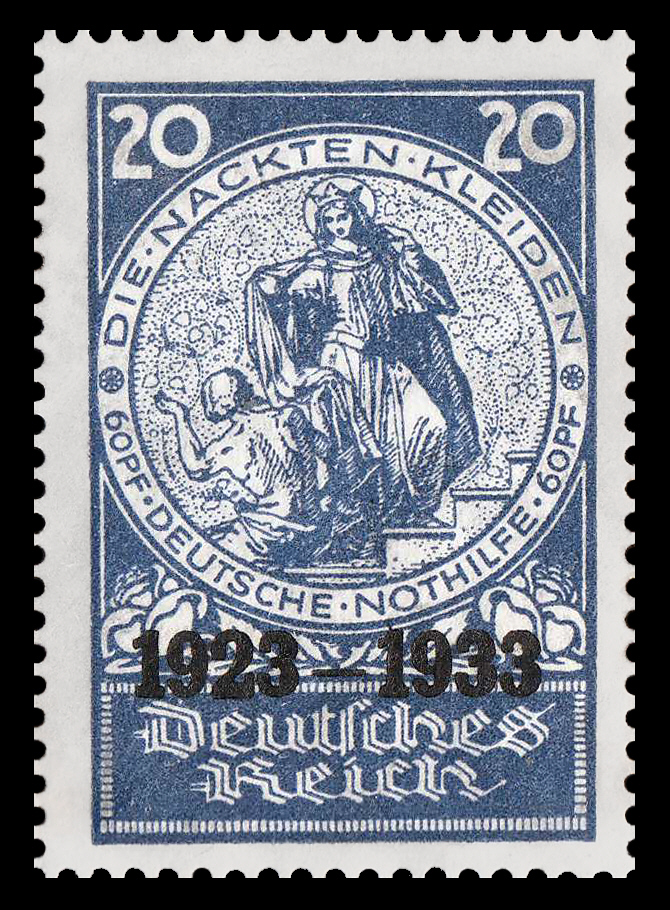
20+60 pf
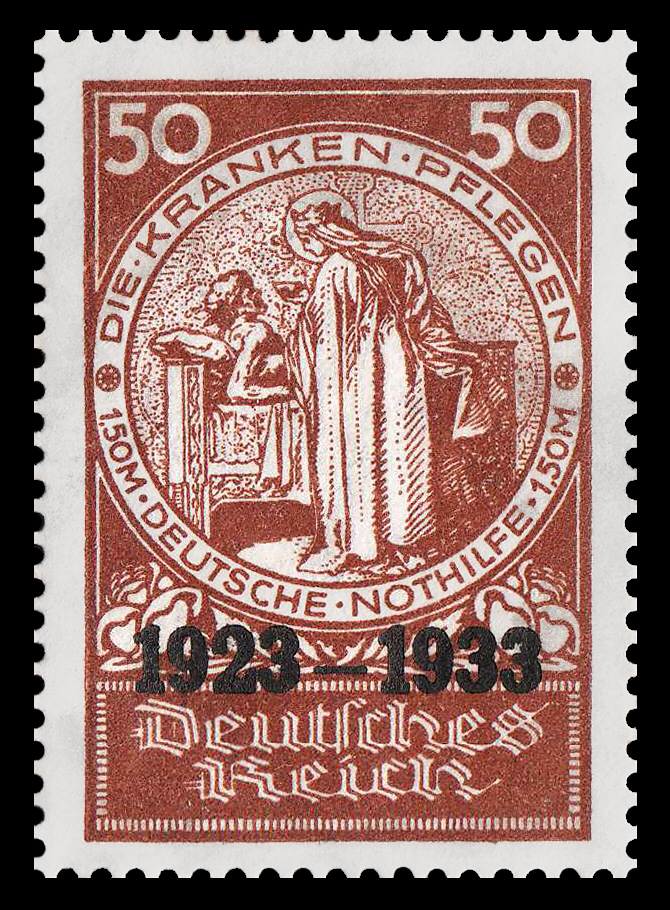
50pf +1,5RM

#### Phổ thông

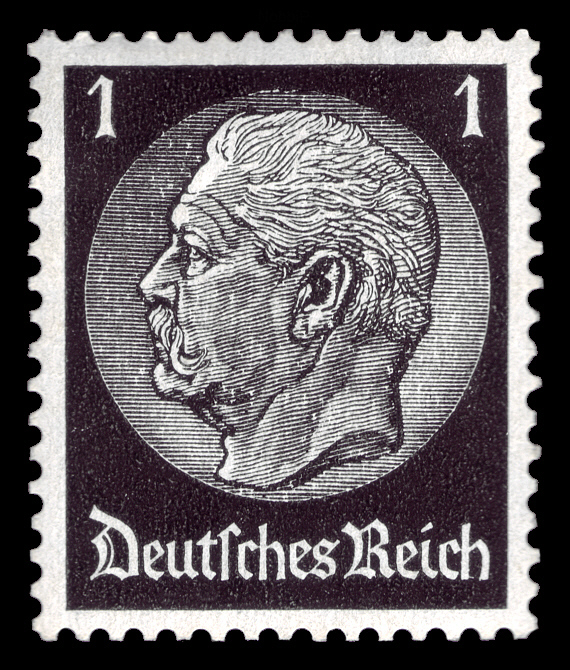
1pf

?/4: Phát hành bộ Huân chương Hindenburg

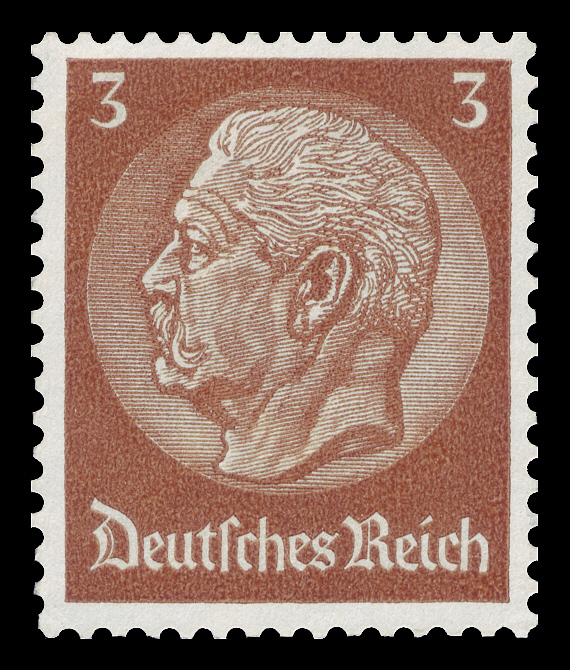
3pf
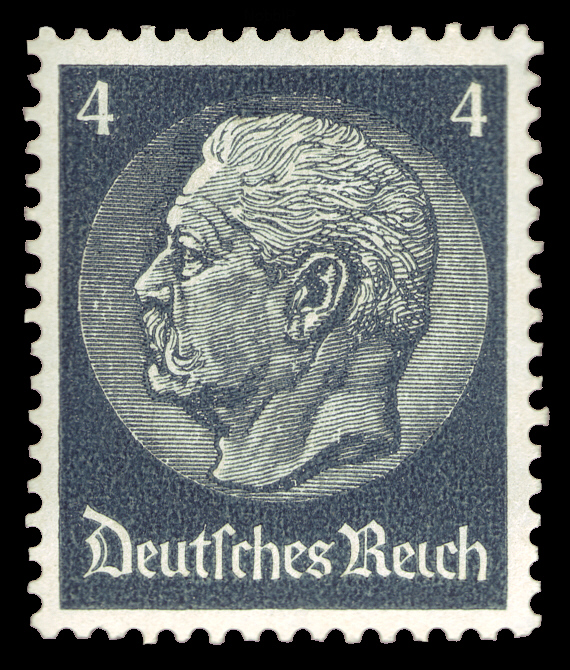
4pf
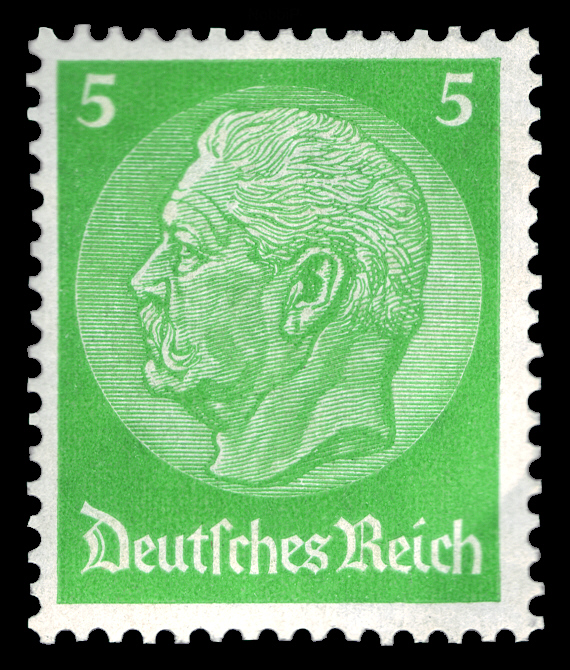
5pf
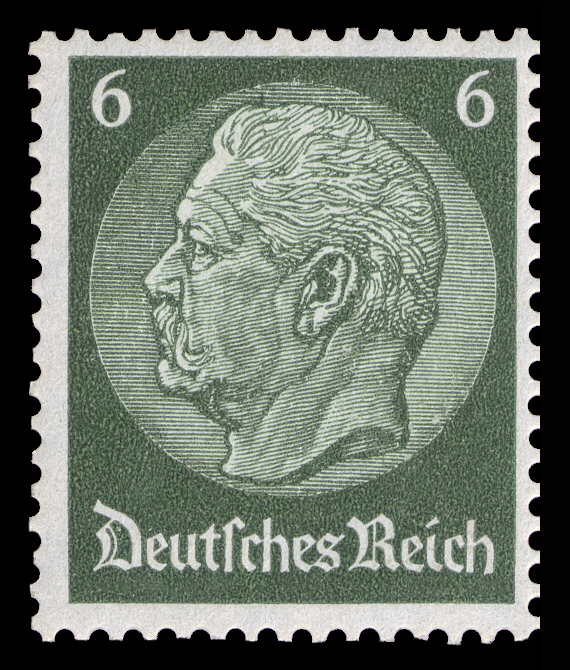
6pf
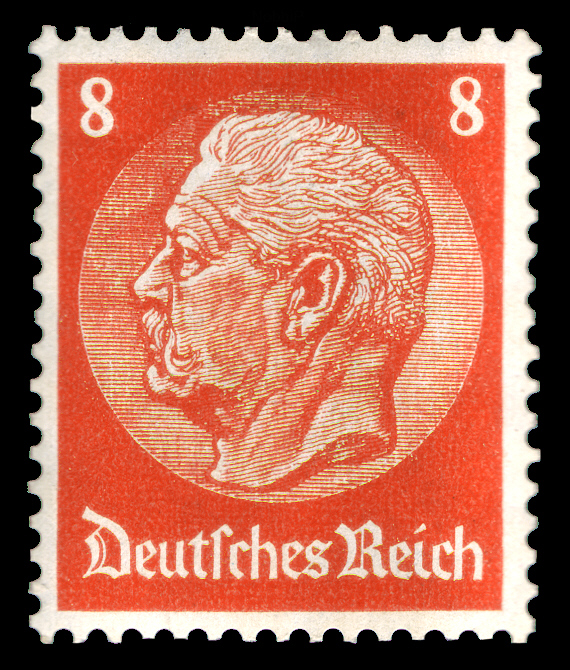
8pf
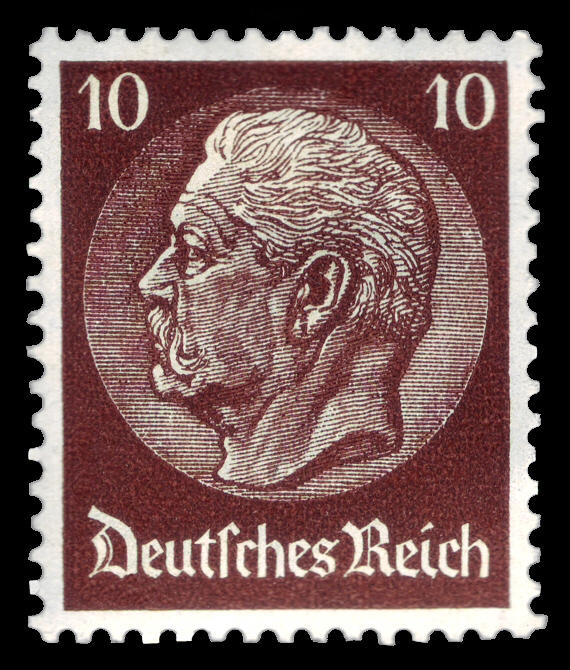
10pf
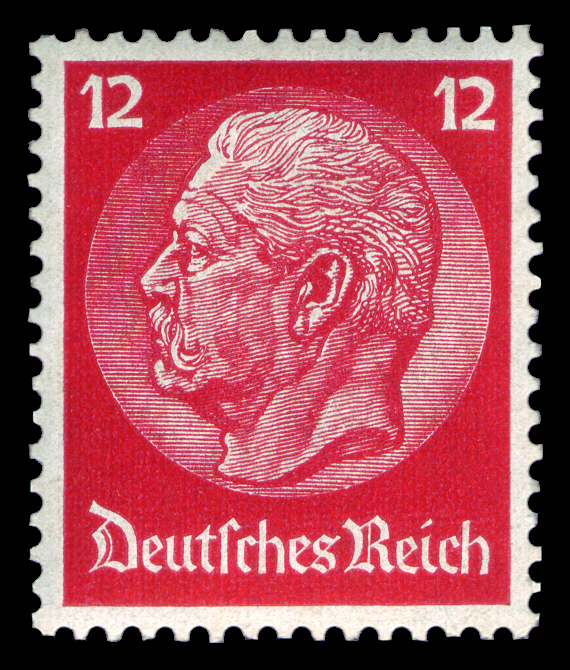
12pf
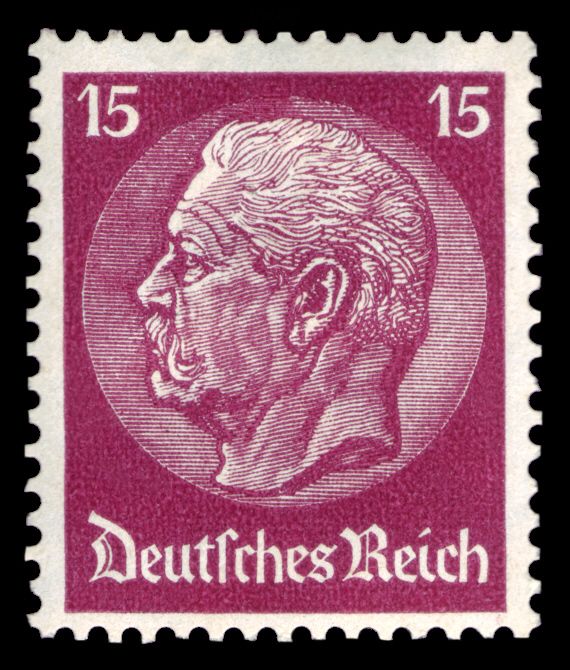
15pf
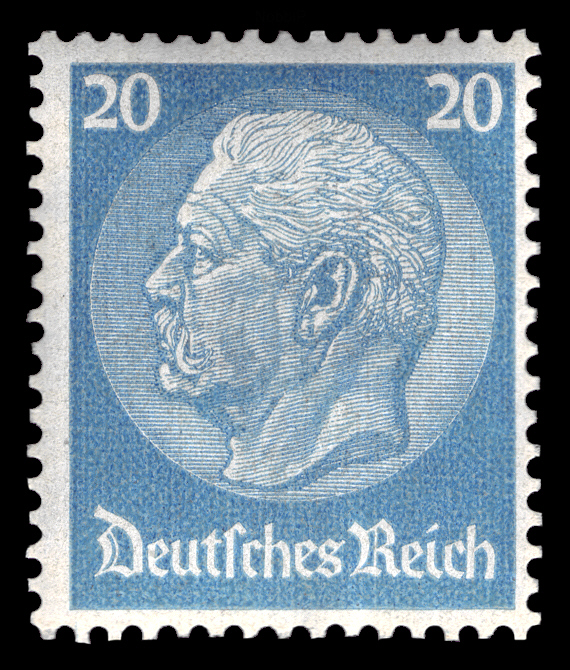
20pf
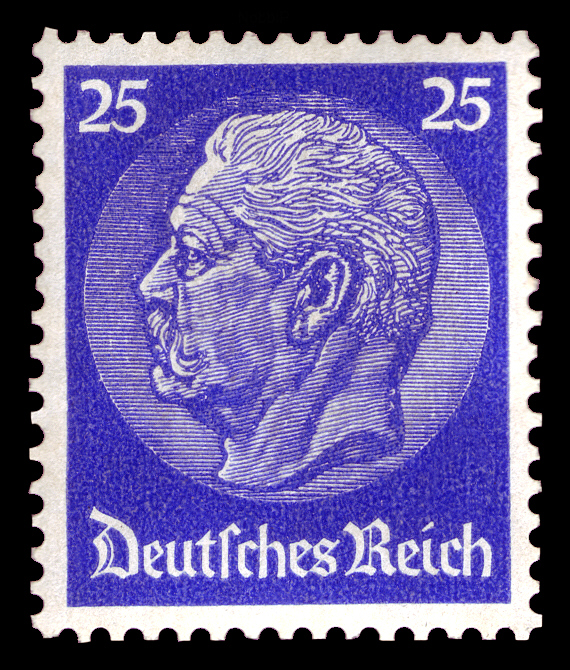
25pf
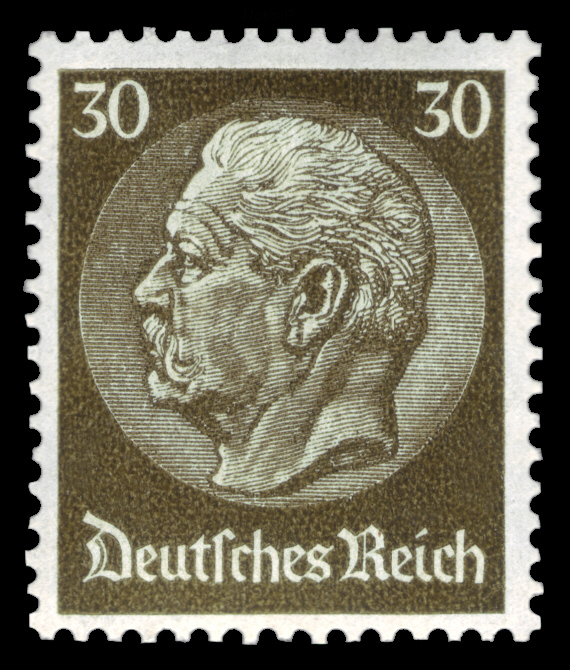
30pf
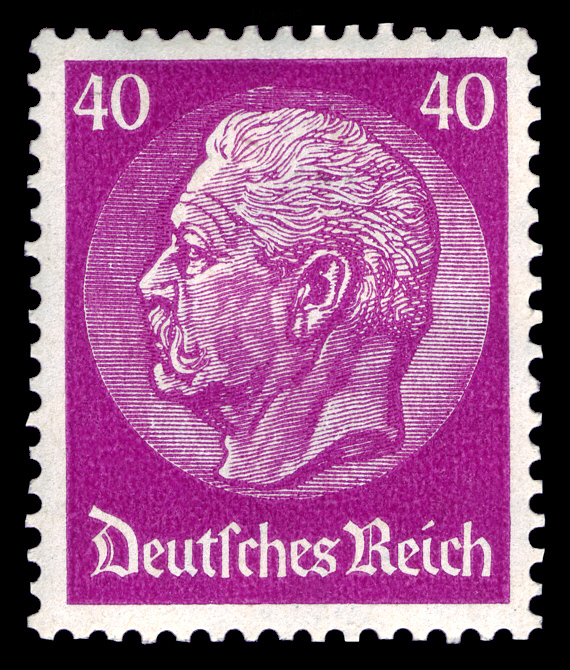
40pf
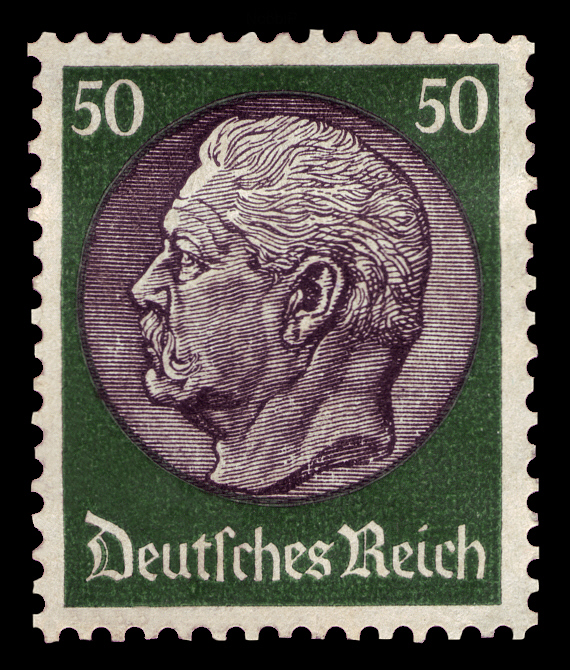
50pf
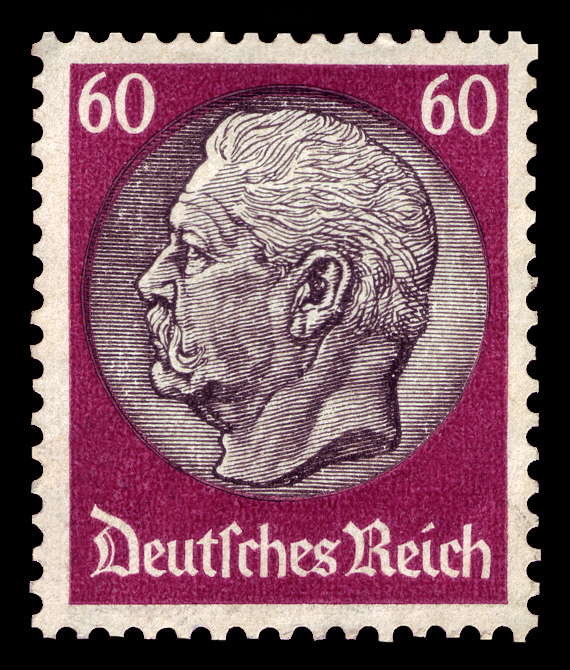
60pf
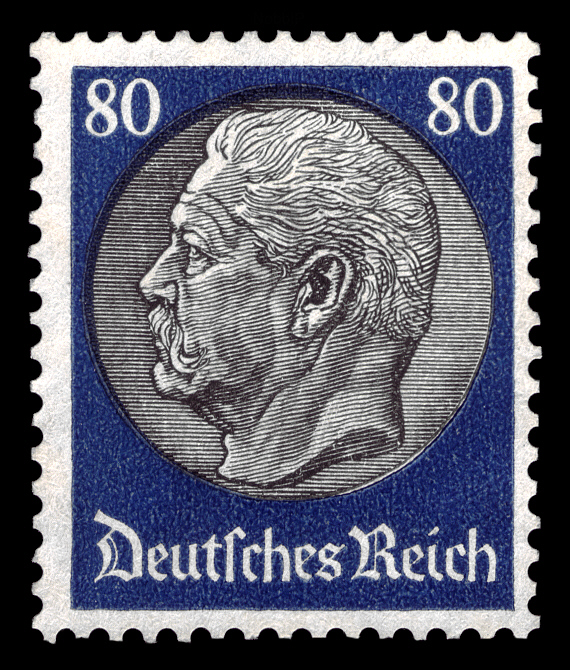
80pf
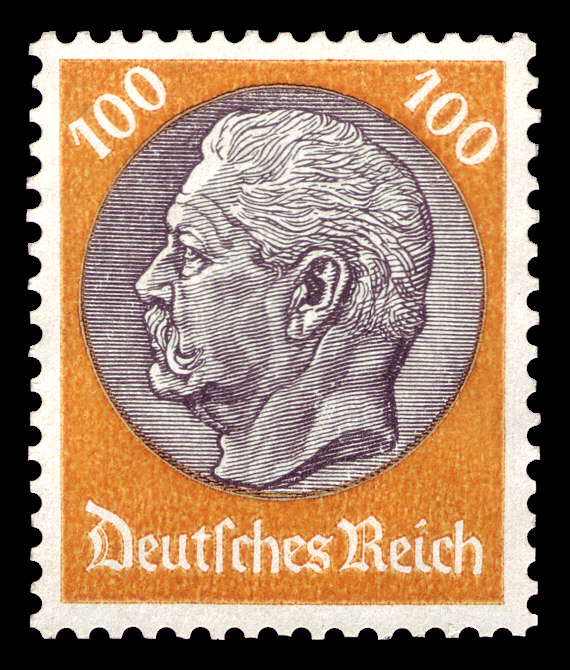
100pf
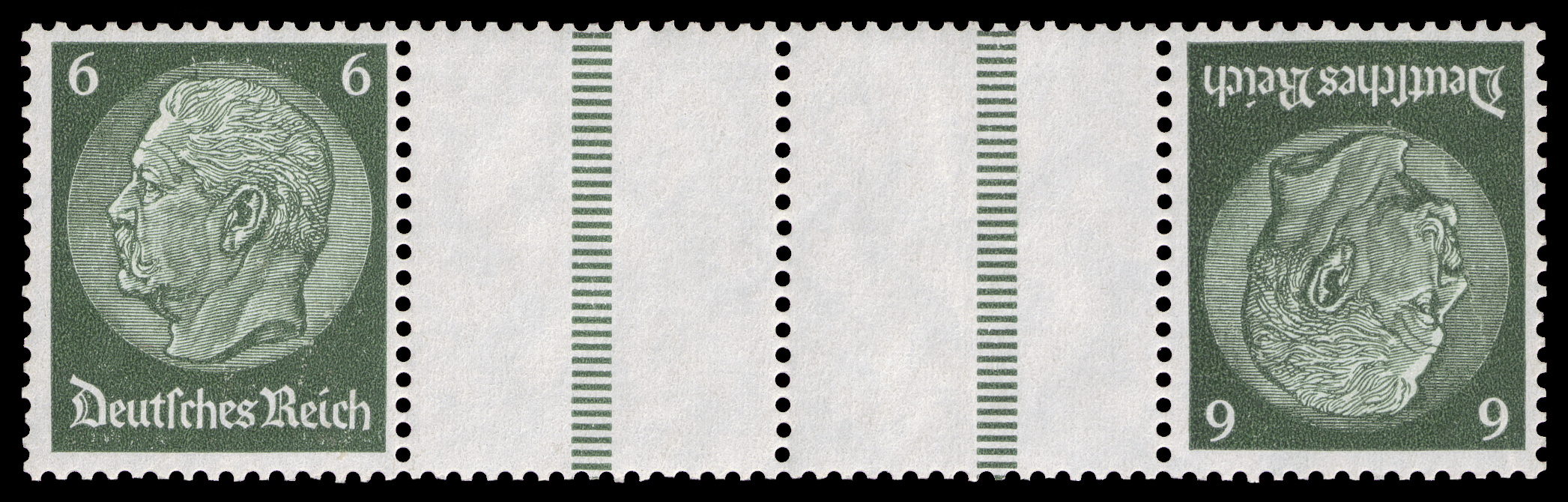
Hai tem ngược cùng khối

4/12: Thêm tem 1pf
- 1pf

#### Bổ sung
?/12: Bổ sung cho bộ phổ thông 1927

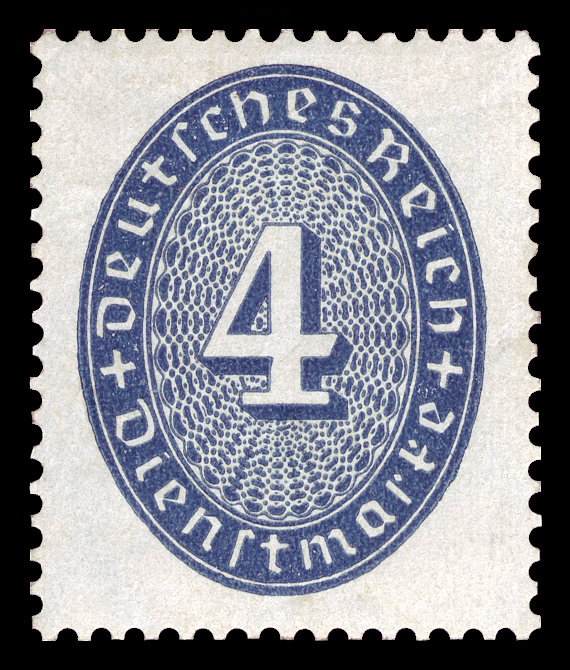
4pf
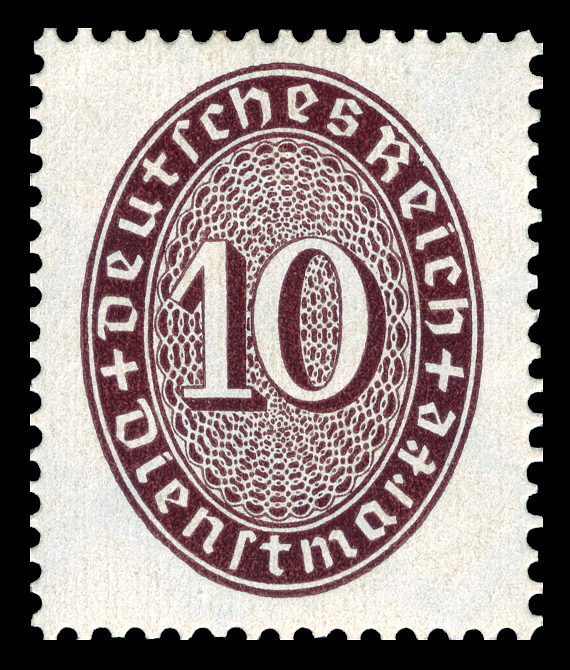
10 pf

### 1934

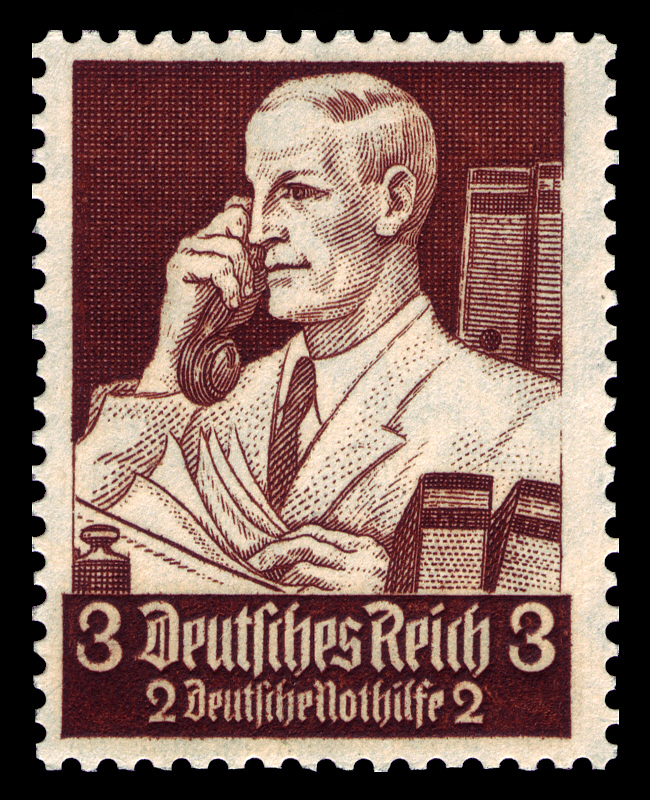
3pf
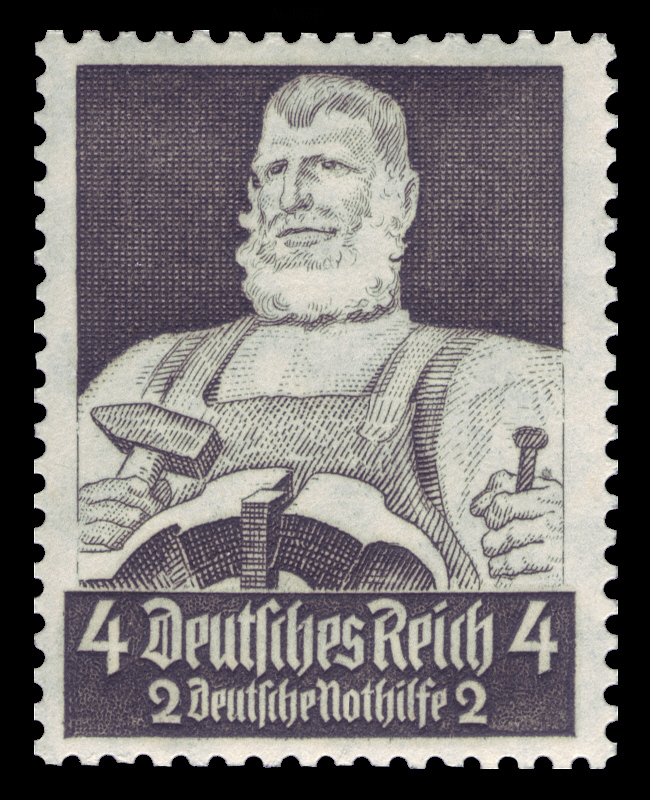
4pf
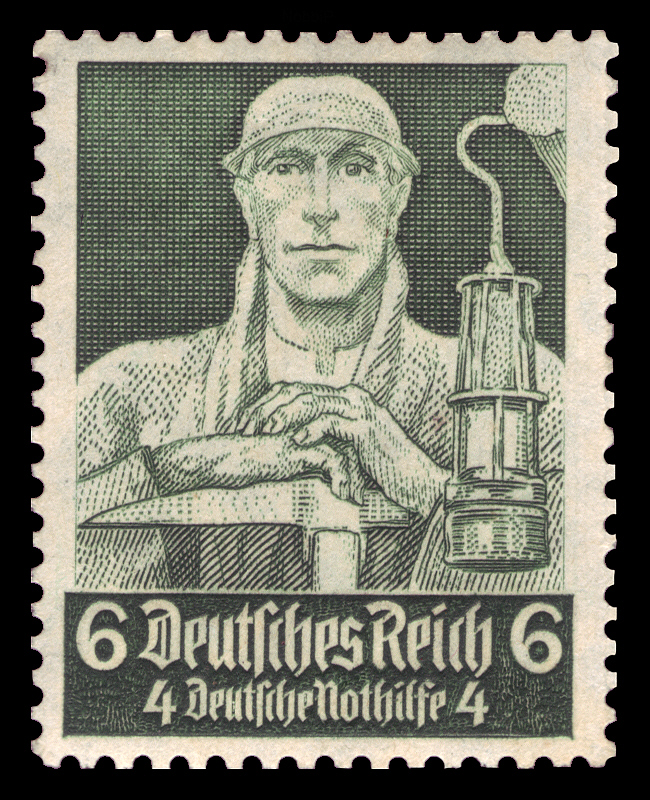
6pf
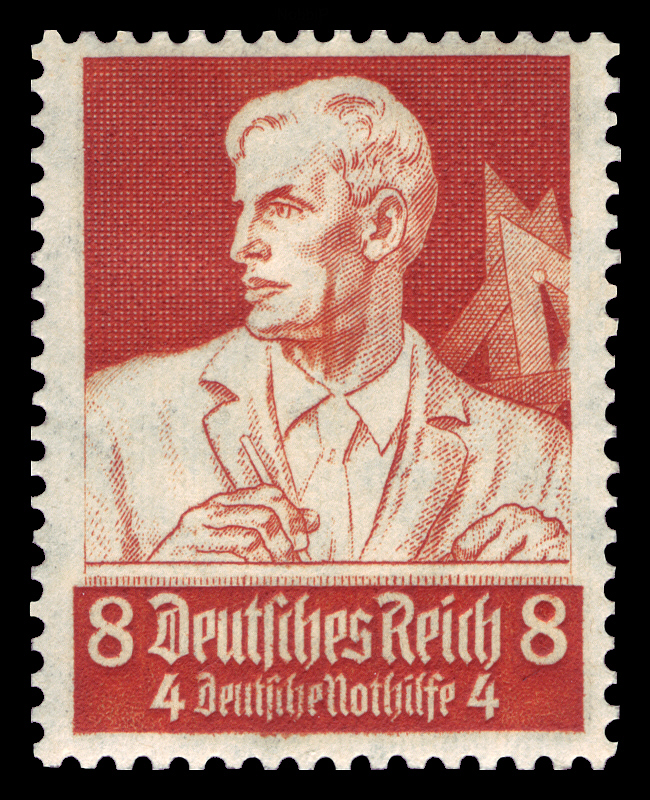
8pf
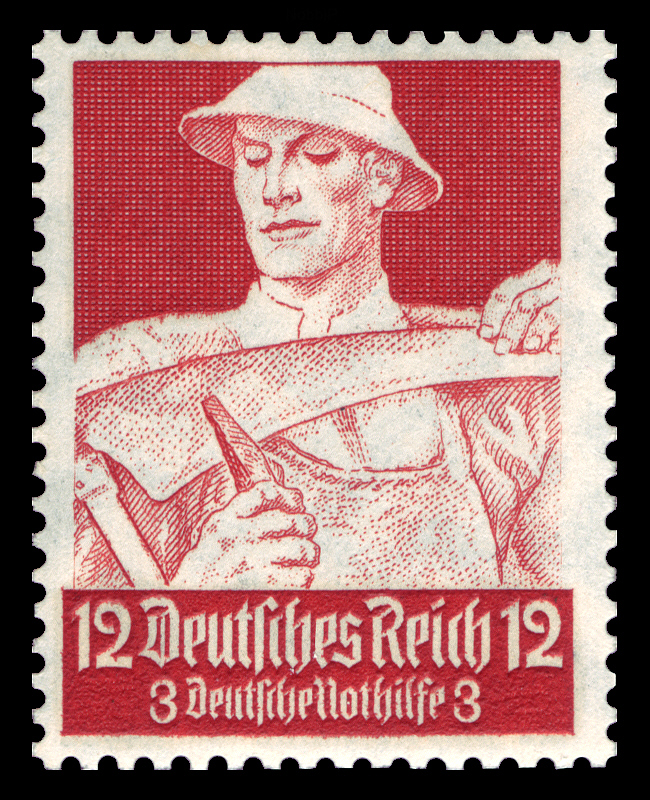
12pf
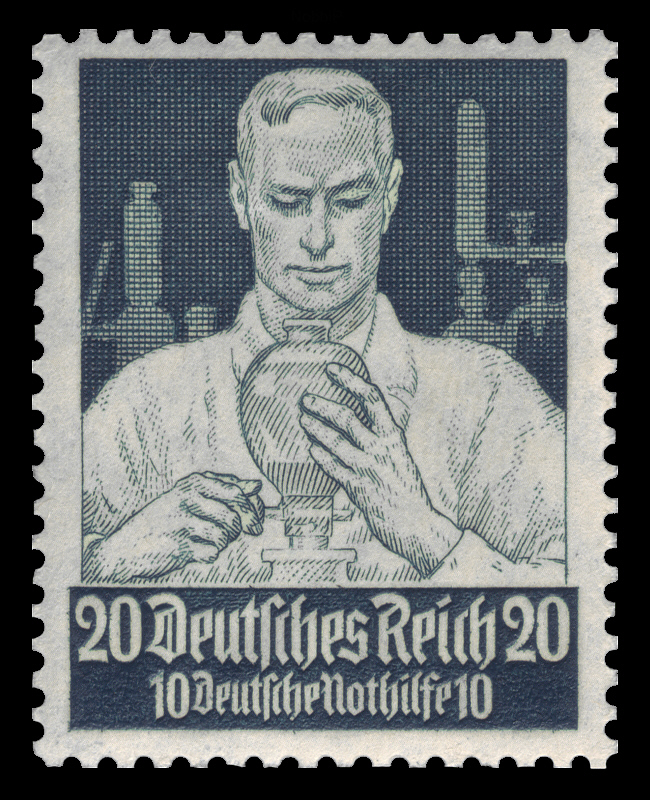
20pf
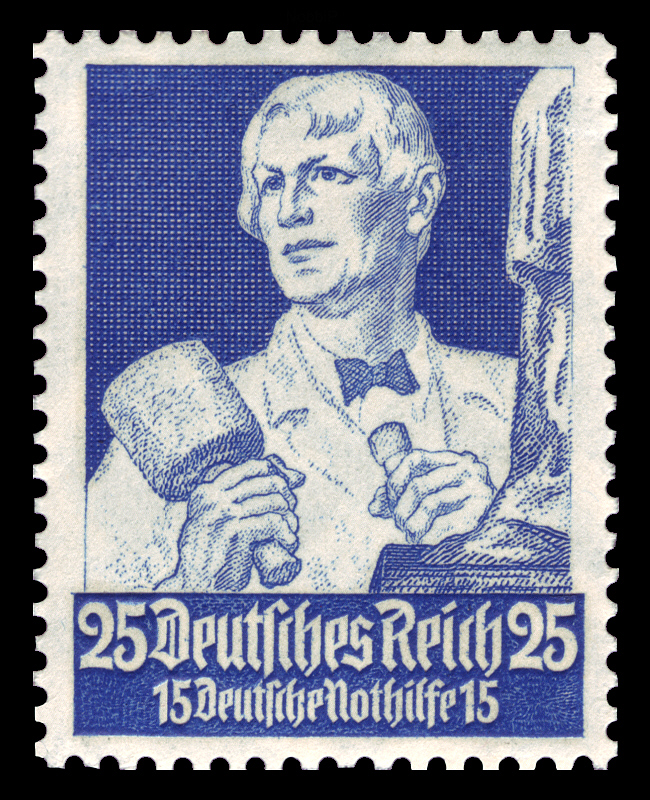
25pf
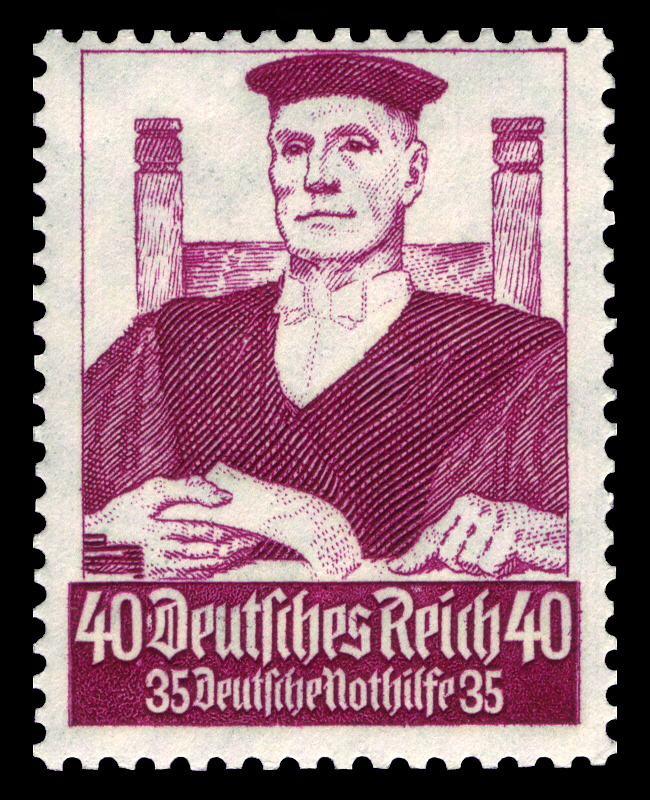
40pf

21/1: Tem hàng không Luftpost.

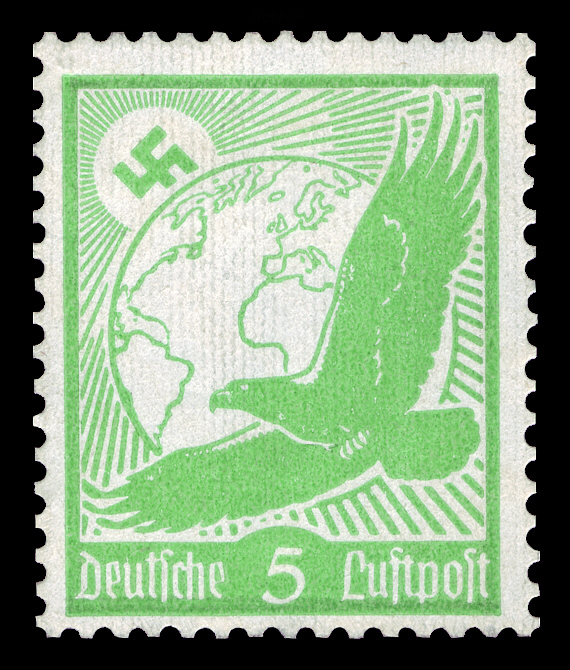
5pf
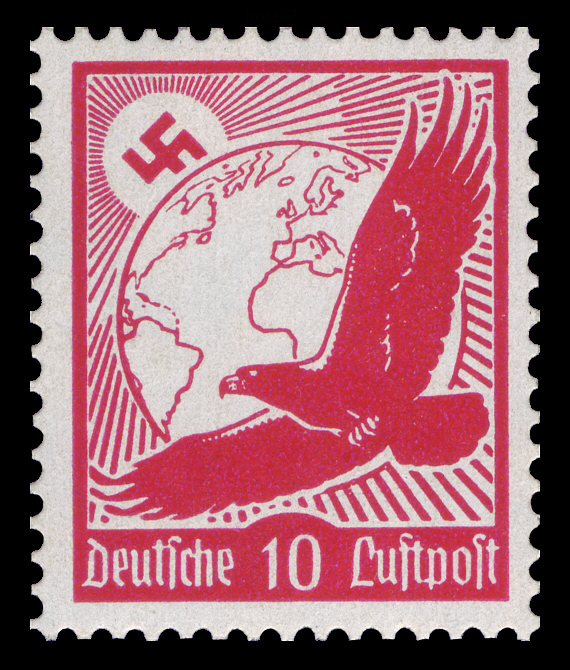
10pf
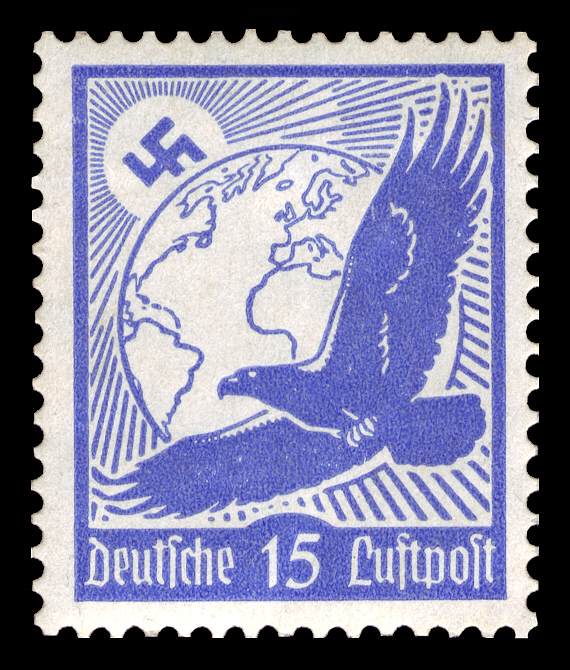
15pf
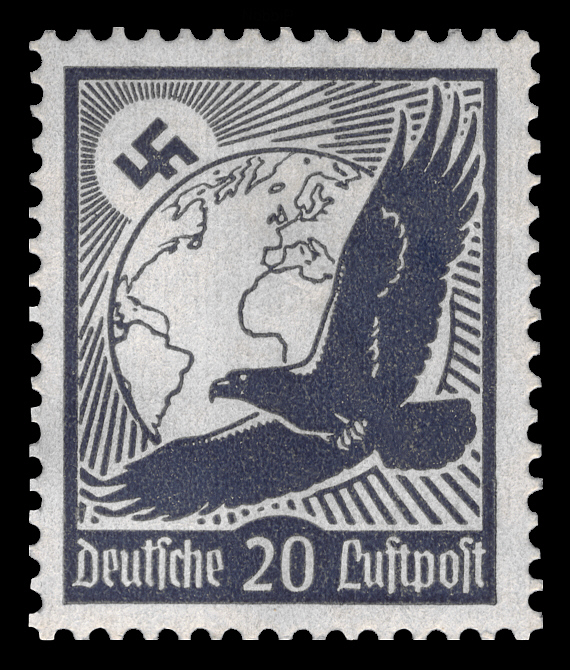
20pf
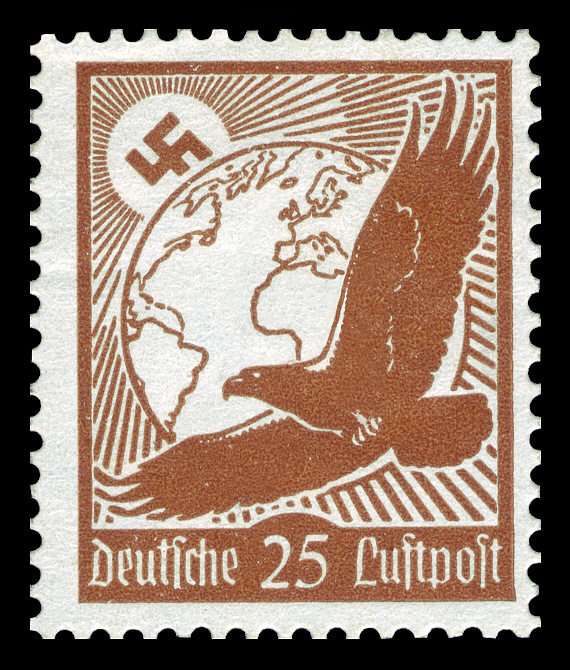
25pf
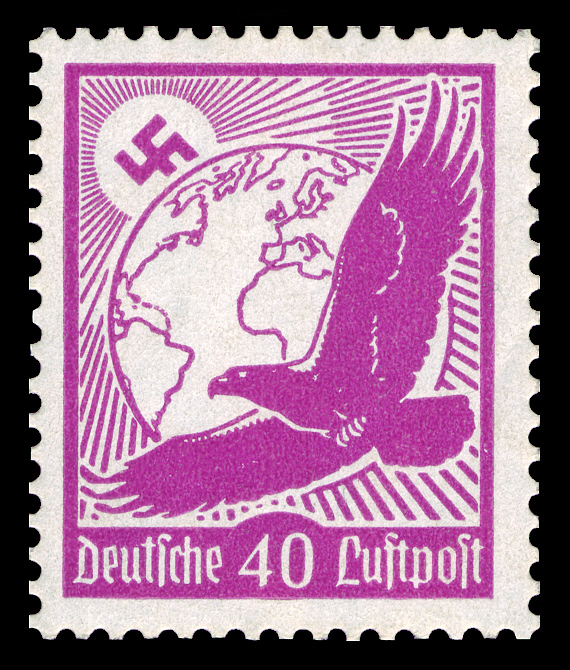
40pf
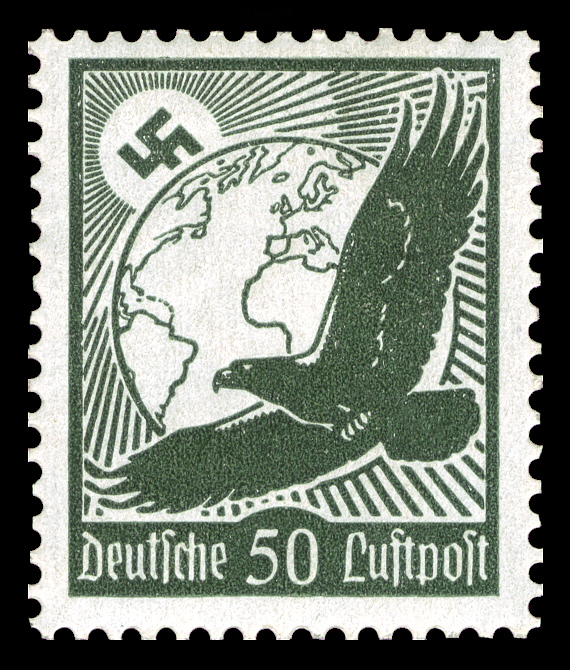
50pf
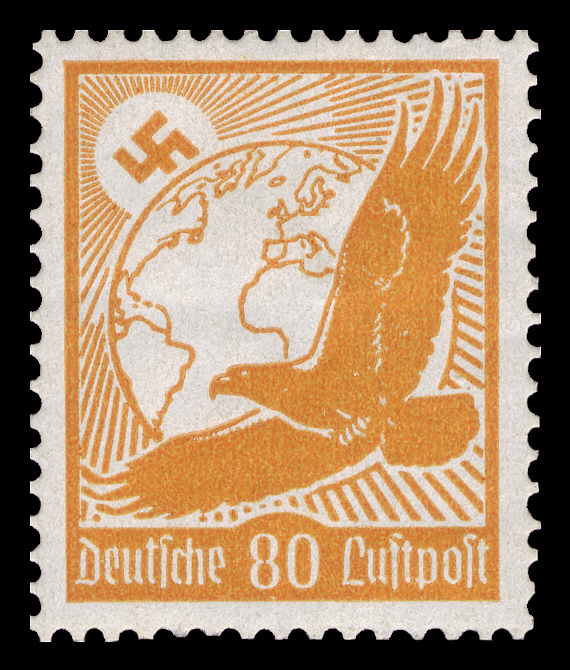
80pf
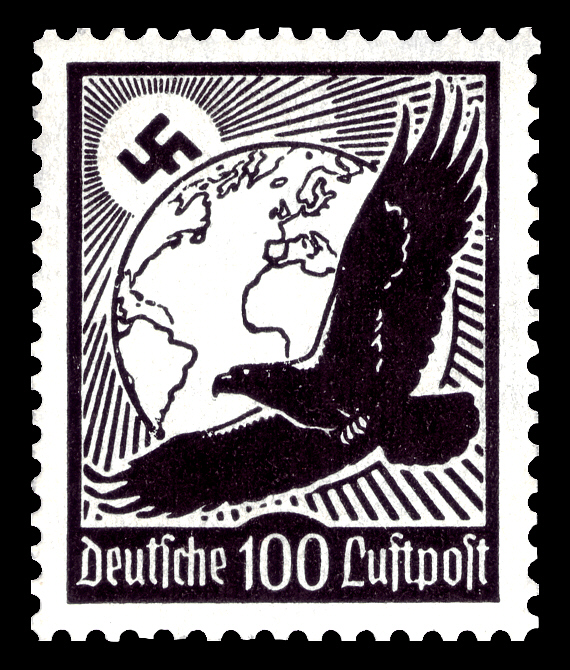
100pf

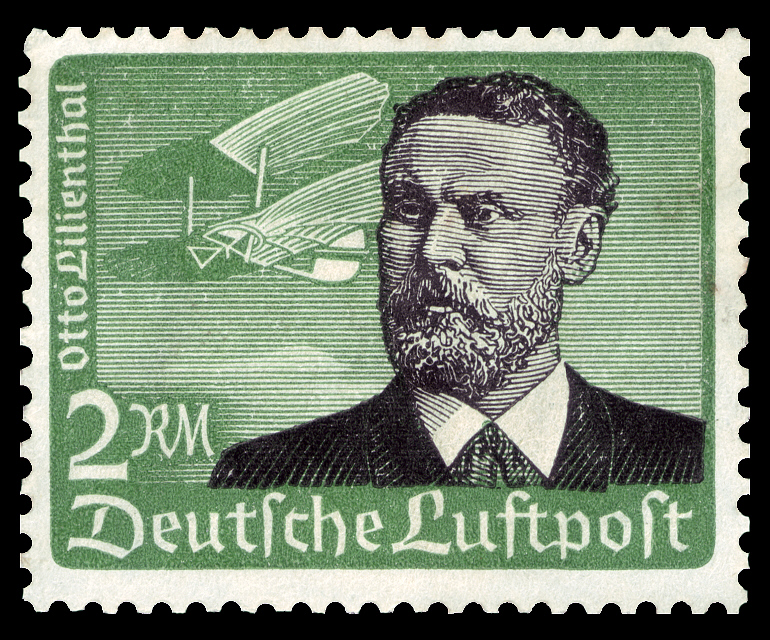
2RM
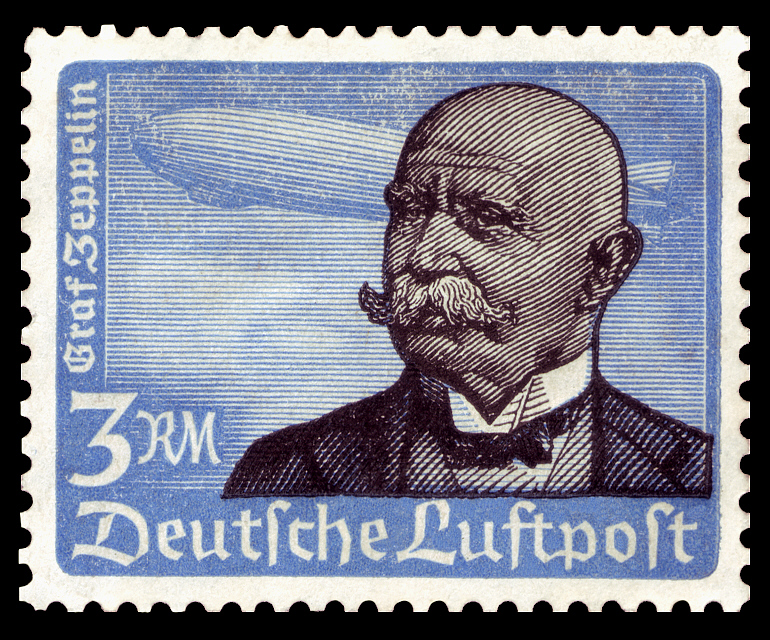
3RM

30/6: Bộ tem Các nhà nghiên cứu thuộc địa Đức (50 thuộc địa Đức)

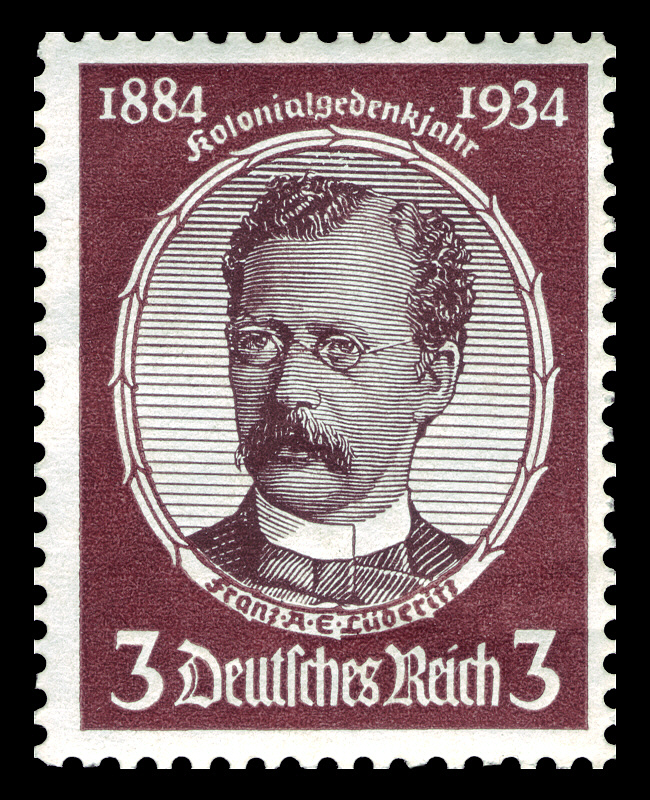
3pf
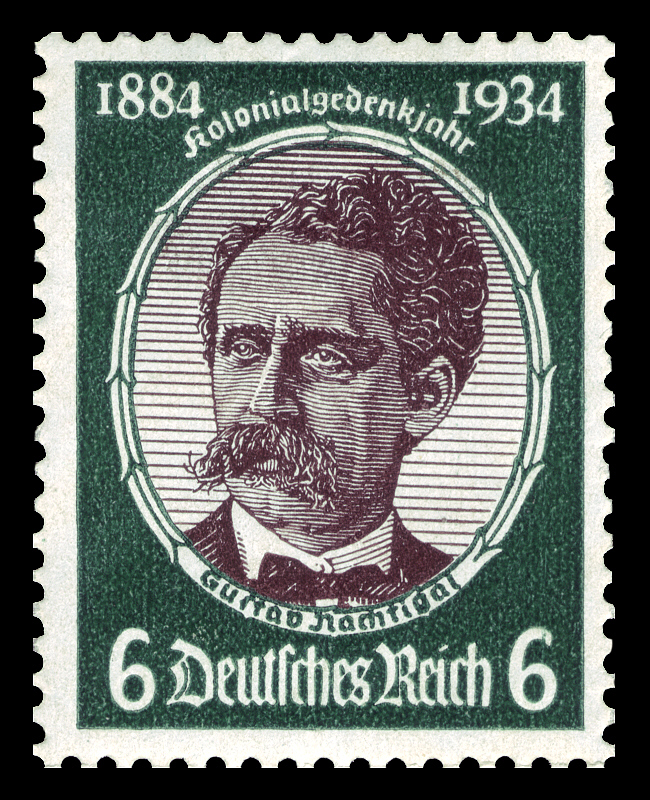
6pf
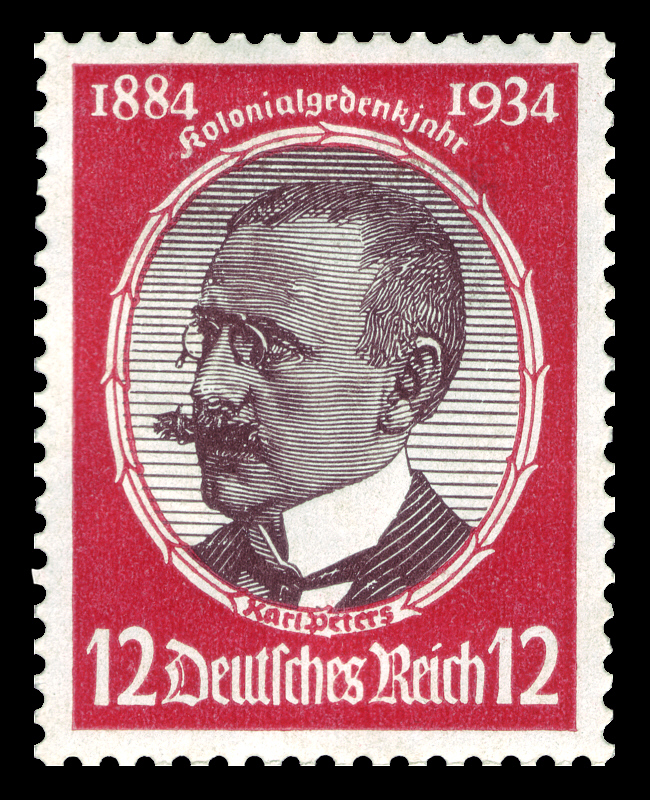
12pf
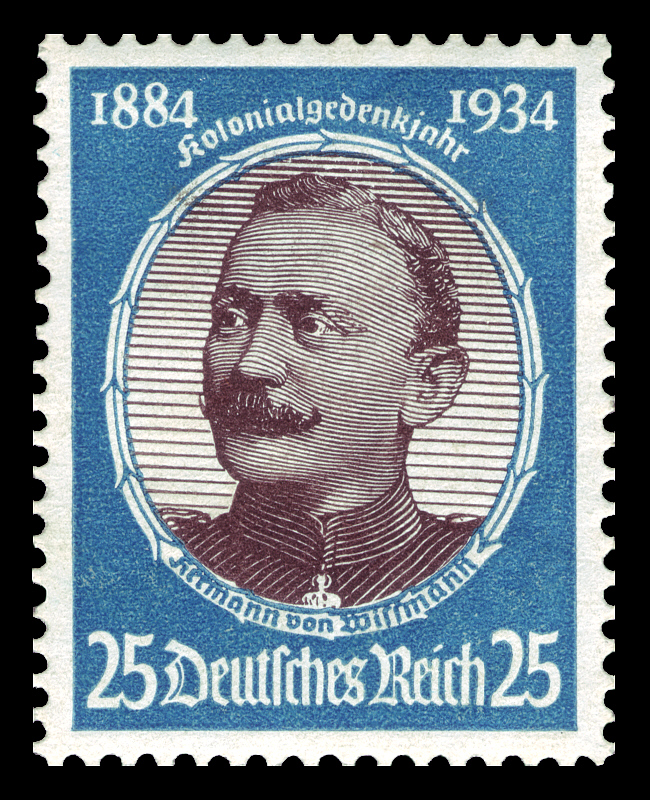
25pf

26/8: Bầu cử tại Saar
- 6pf
- 12pf

1/9: Mít tinh tại của Đức Quốc xã tại Nuremberg

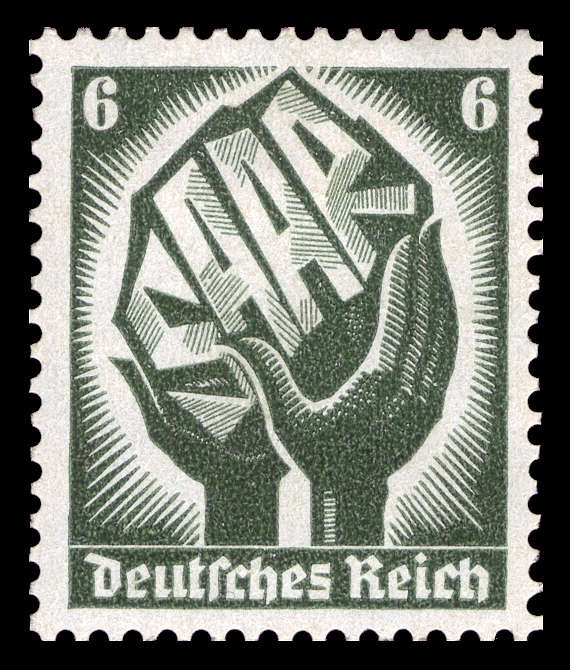
6pf
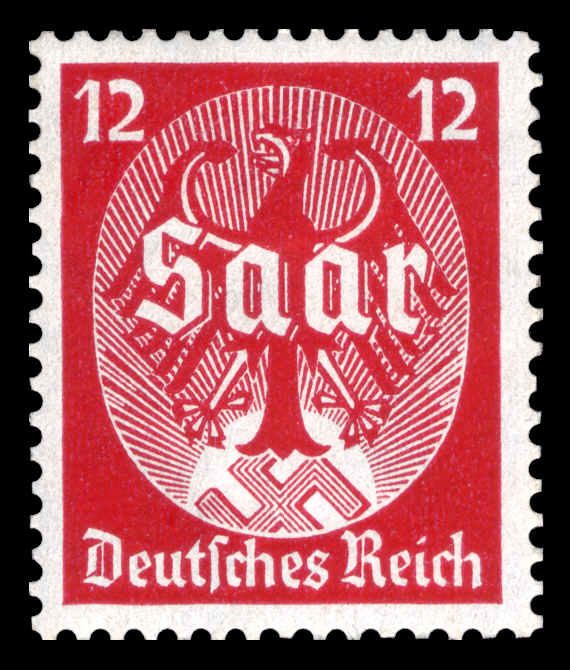
12pf

4/9: Phát hành bộ tem Hindenburg (viền đen) để tưởng nhớ sự ra đi của ông, từ 3pf đến 25pf.

5/11: Sinh nhật lần thứ 115 của Fredrich Schiller, cùng bộ Cứu trợ thất nghiệp

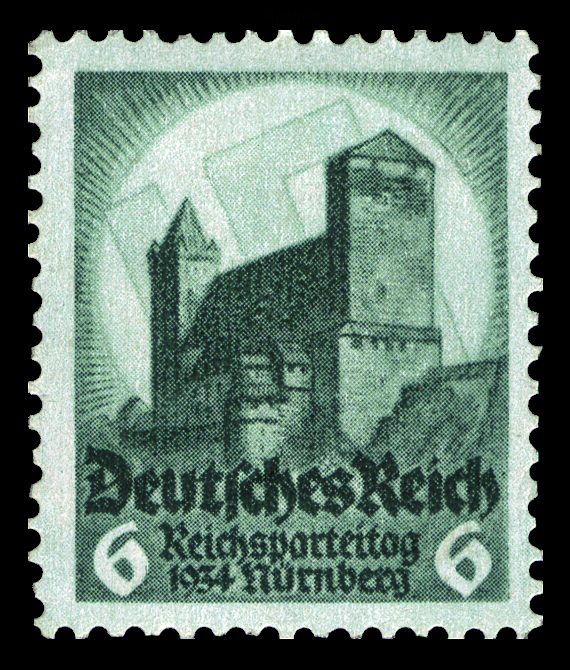
6pf
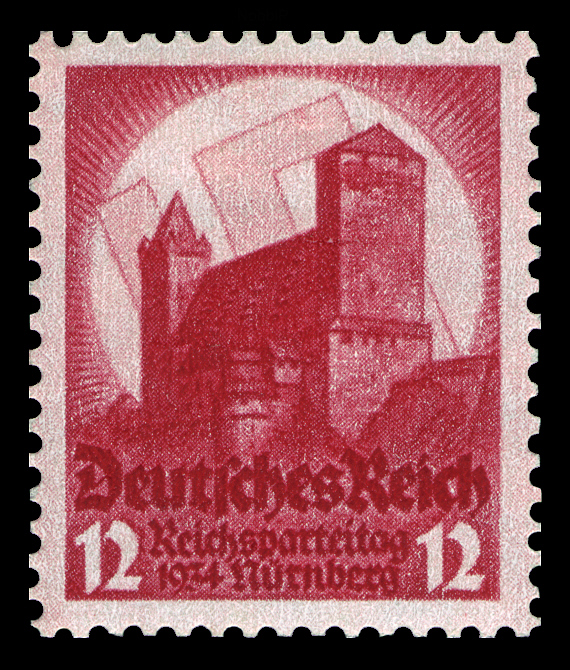
12pf

- 3pf
- 4pf

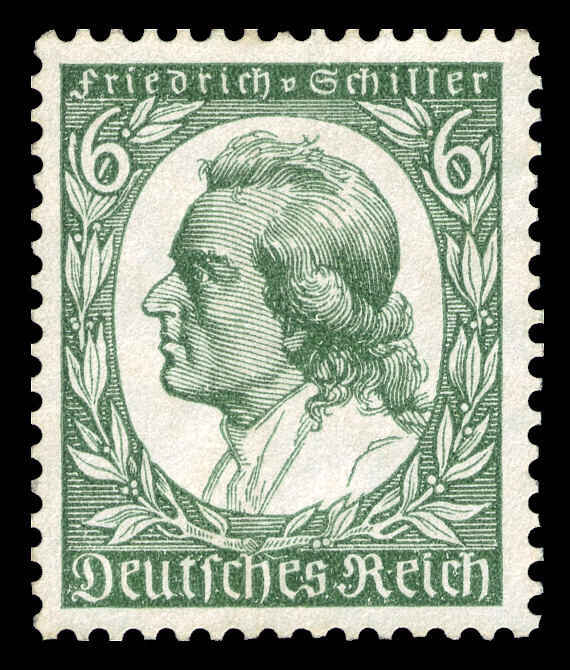
6pf
- 8pf
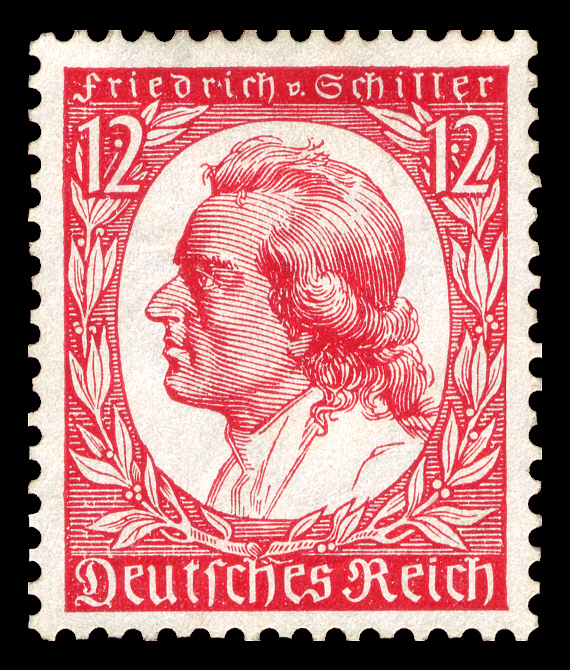
12pf
- 20pf
- 25pf
- 40pf

#### Phổ thông
?/?: Bộ Chữ vạn trong vòng hoa lá sồi.

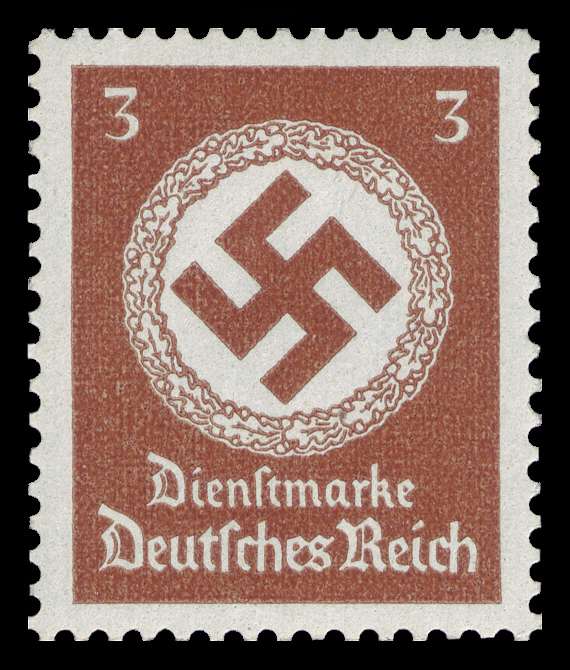
3pf
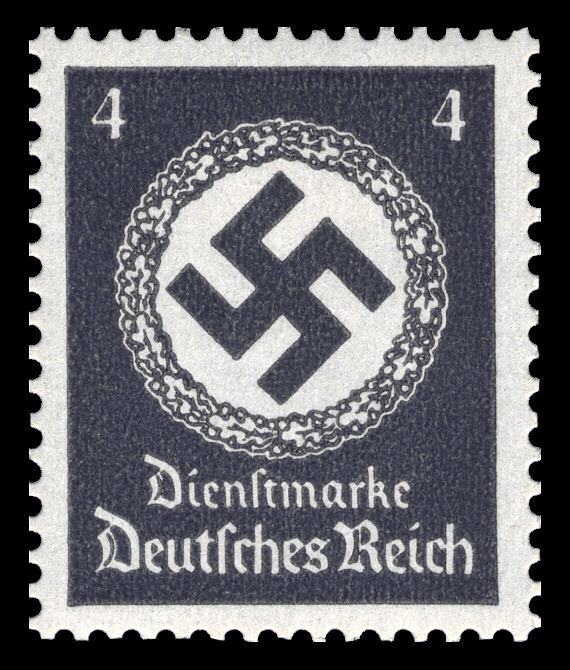
4pf
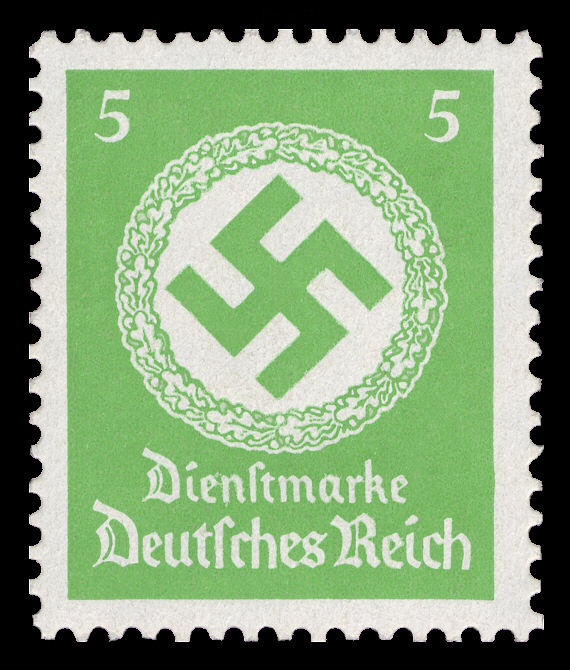
5pf
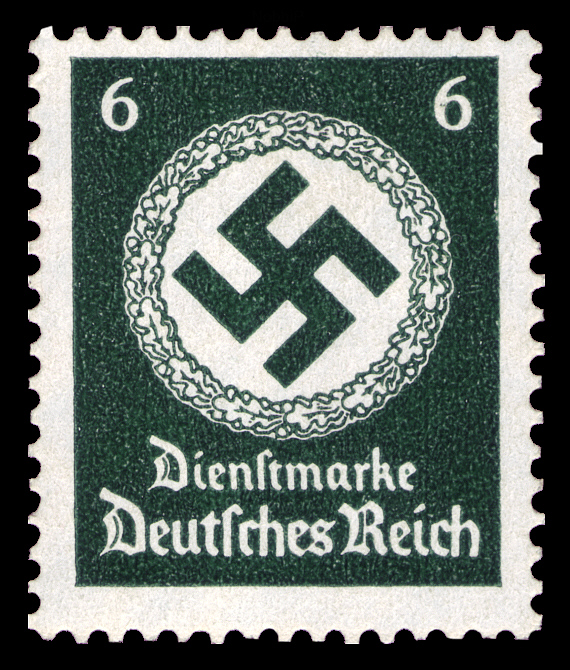
6pf
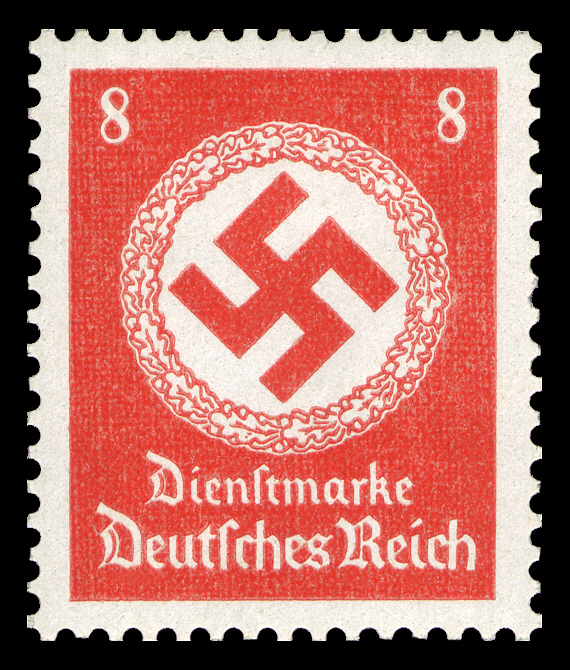
8pf
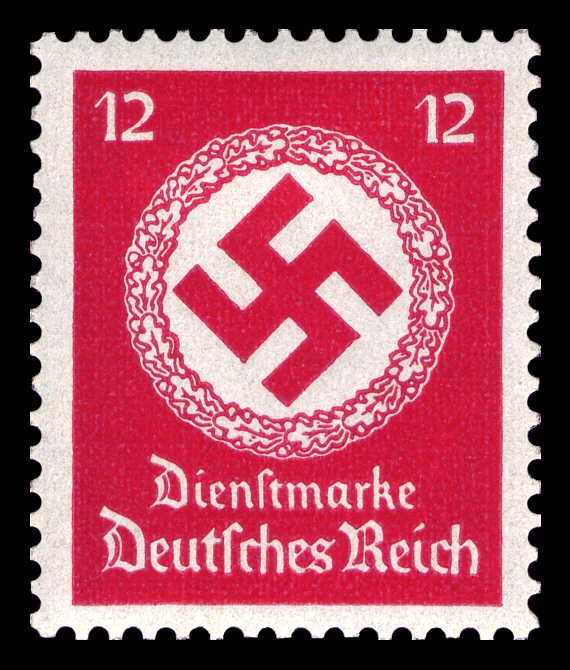
12pf
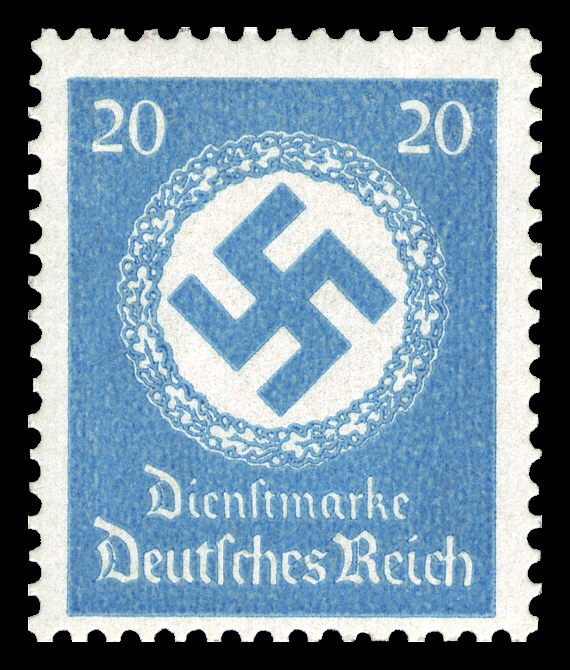
20pf
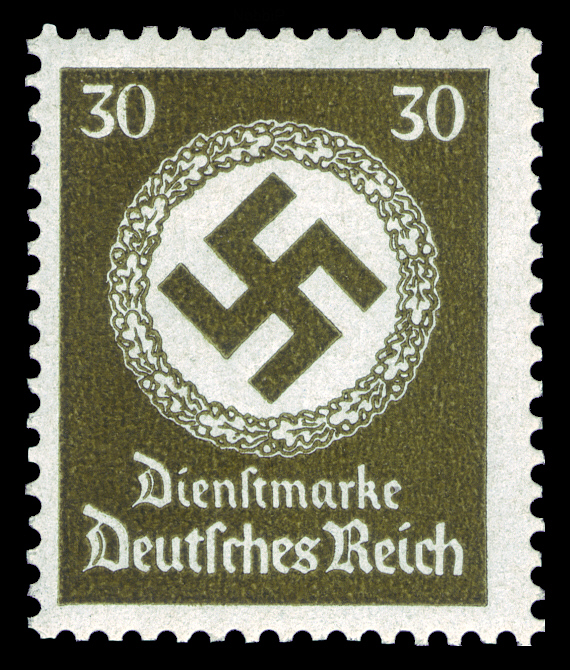
30pf
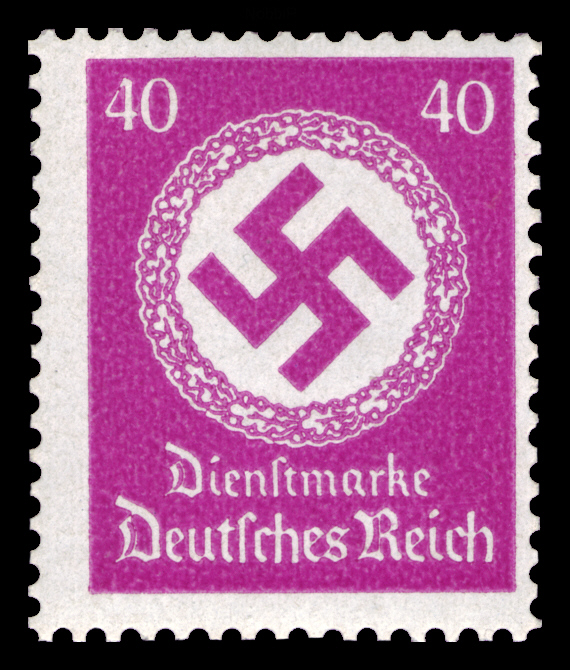
40pf
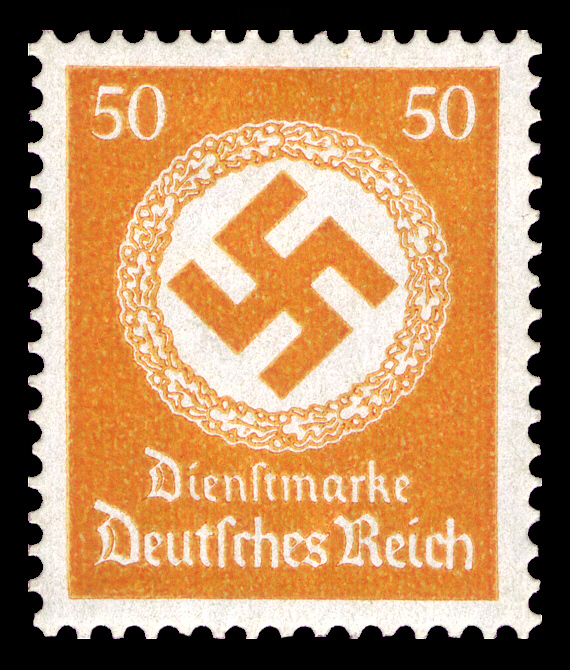
50pf

### 1935

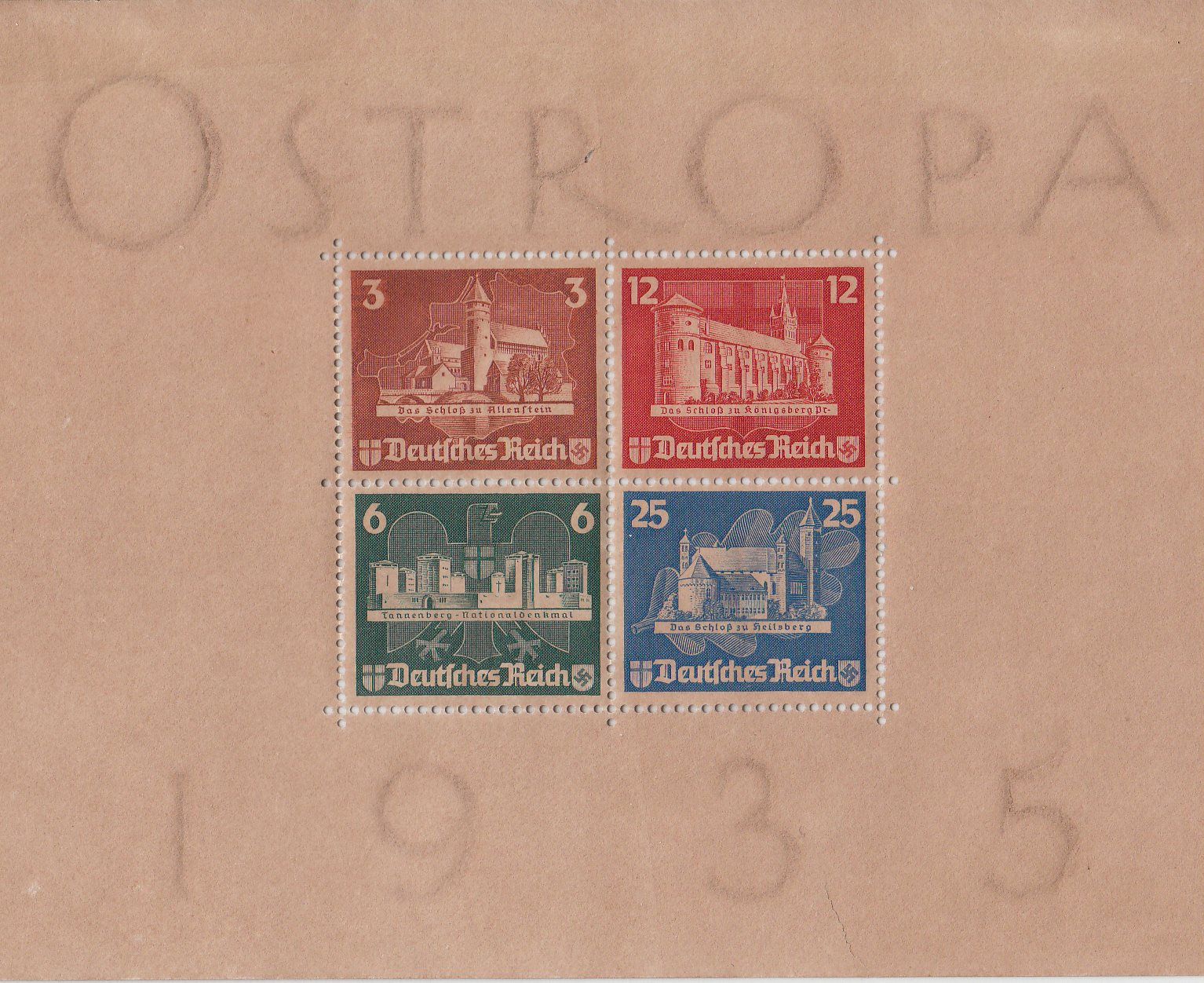
Khối tem cho triển lẽm OSTROPA 1935

16/1: Bộ tem Bầu cử Saar.

15/3: Tưởng niệm Ngày chiến tranh

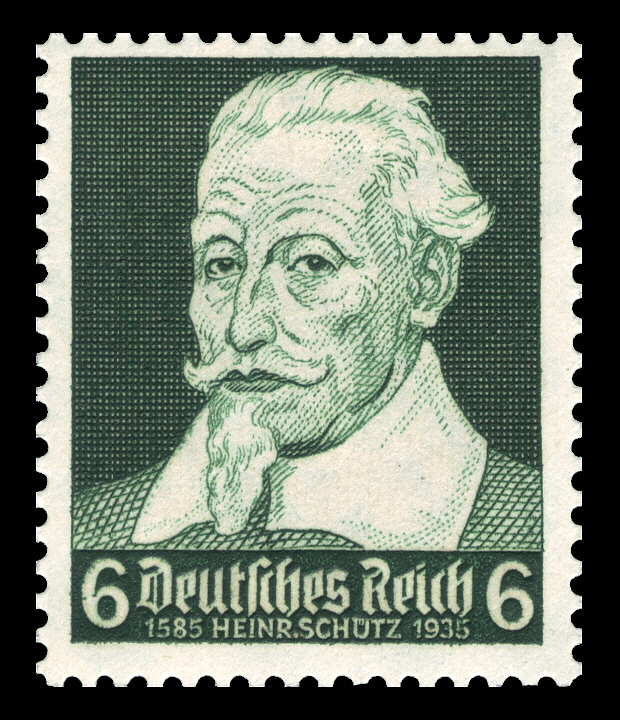
6pf
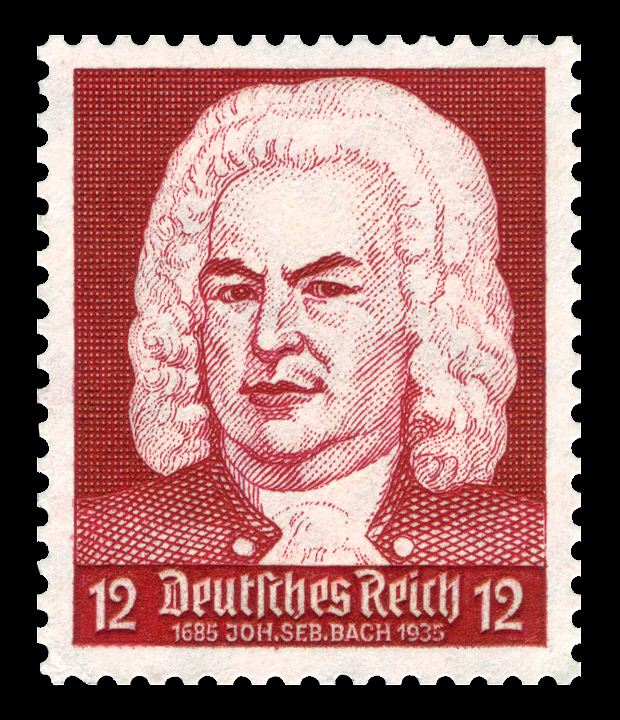
12pf
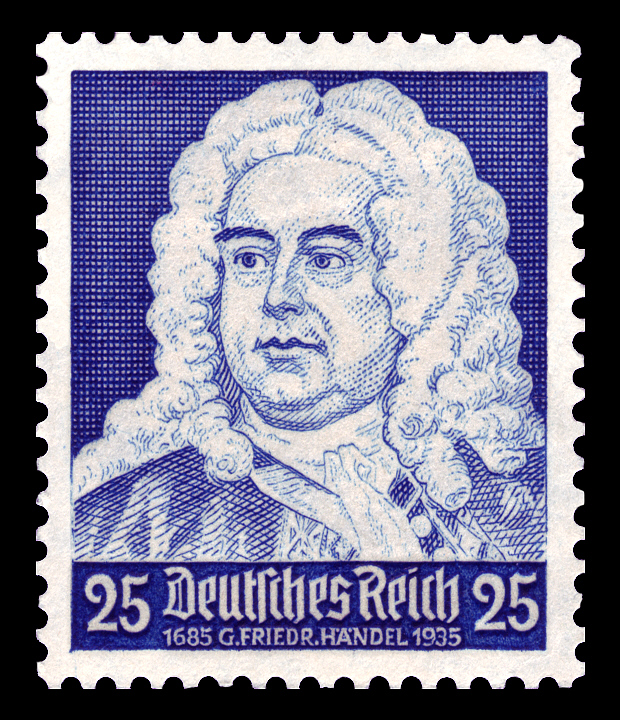
25pf

21/6: Kỷ niệm 3 nhà soạn nhạc: Schütz, Bach, Handel

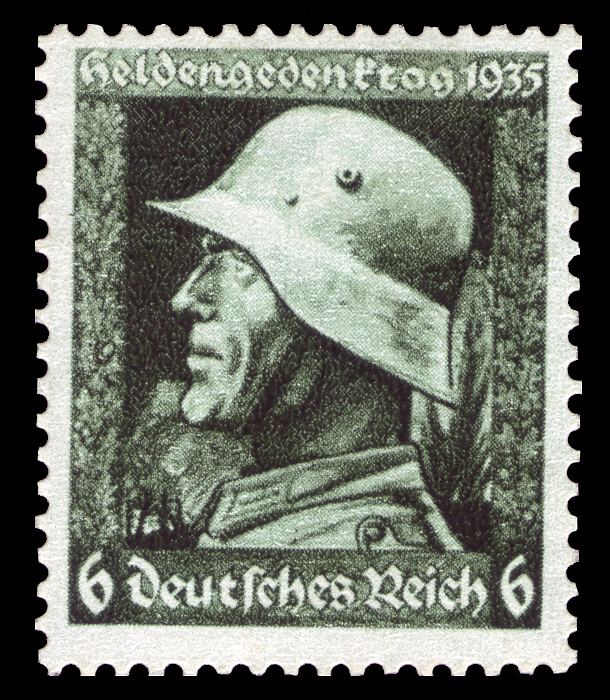
6pf
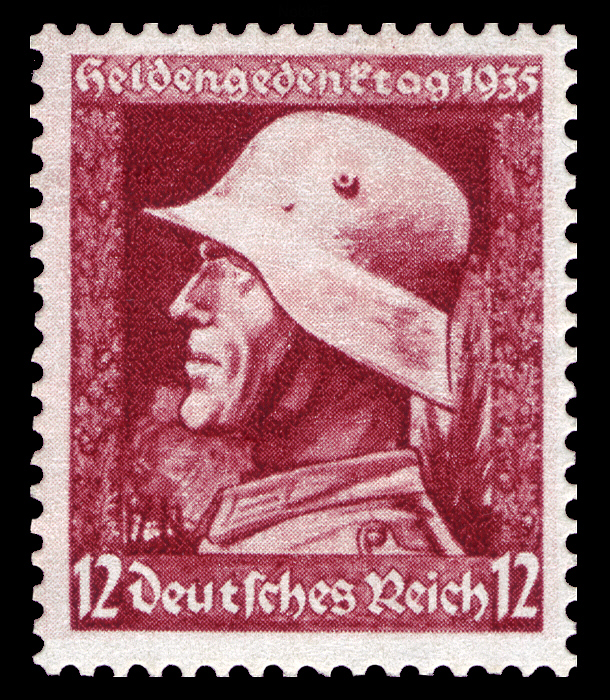
12pf
- 25pf

23/6: Triển lãm tem OSTROPA 1935

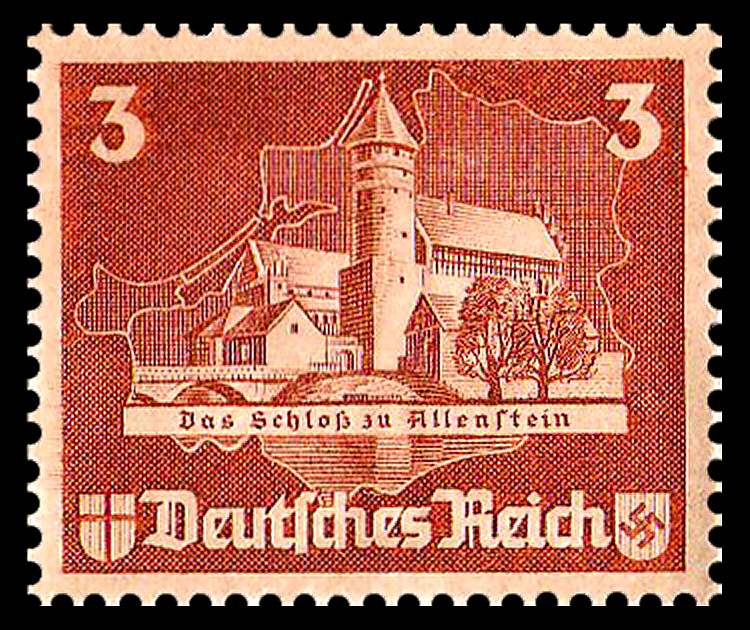
3pf
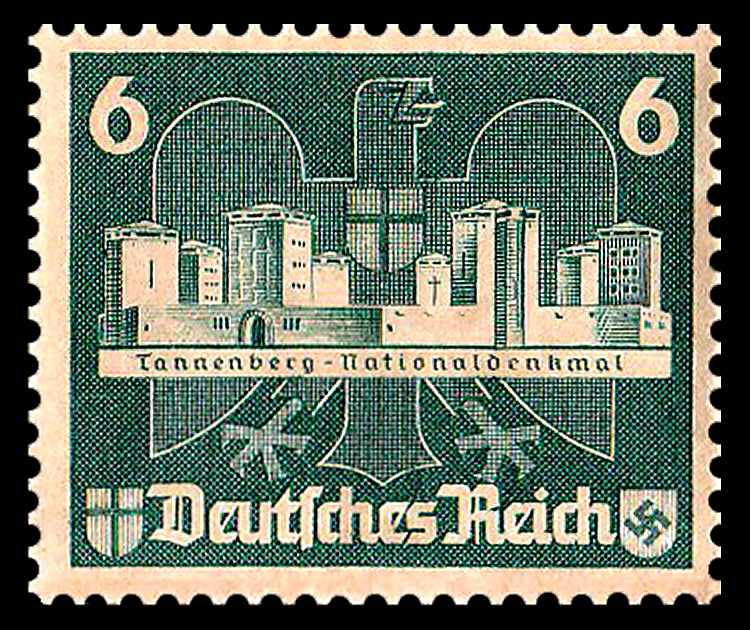
6pf
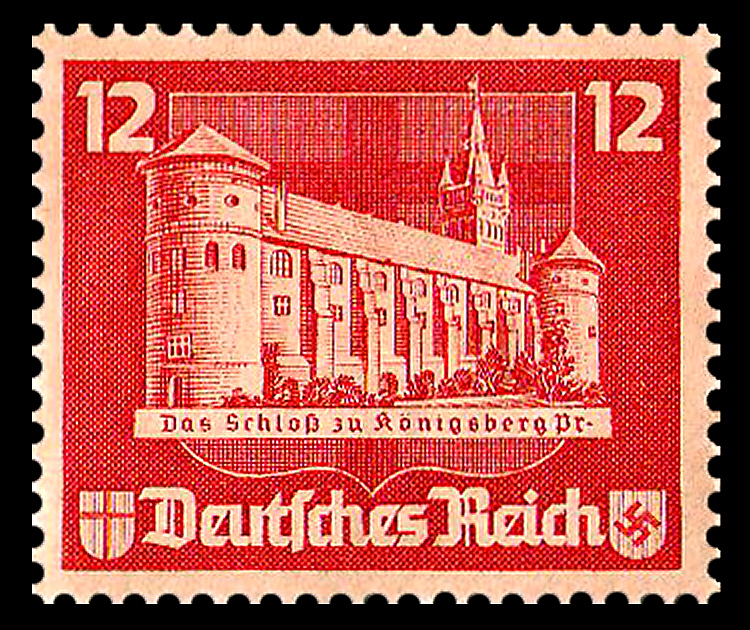
12pf
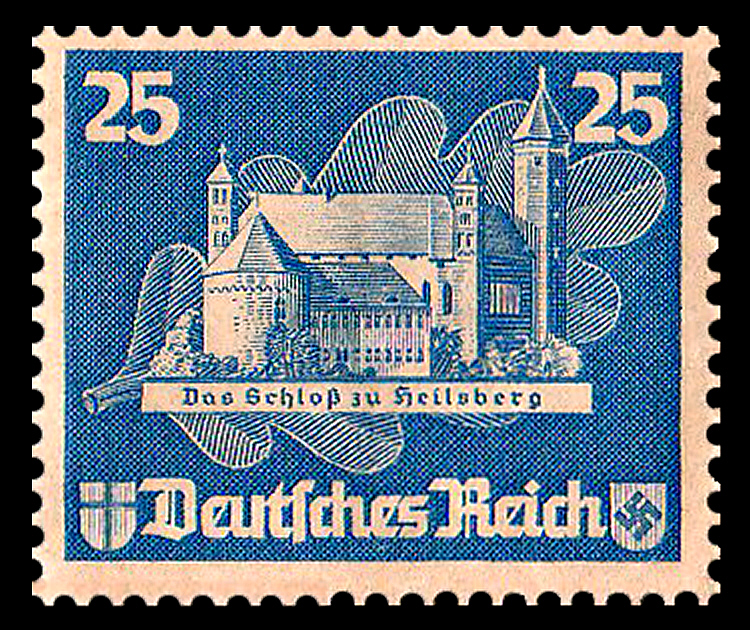
25pf

10/7: 100 năm Đường sắt Đức-Họp mặt Đoàn thanh niên Hitler.
25/7: Đại hội Đảng Quốc xã lần thứ 7.

4/10: Bộ tem trang phục dân tộc Đức, Cứu trợ mùa đông.
- 3pf
- 4pf
- 5pf
- 6pf
- 8pf
- 15pf
- 25pf

5/11: Kỉ niệm 12 năm Đảo chính của Hitler.

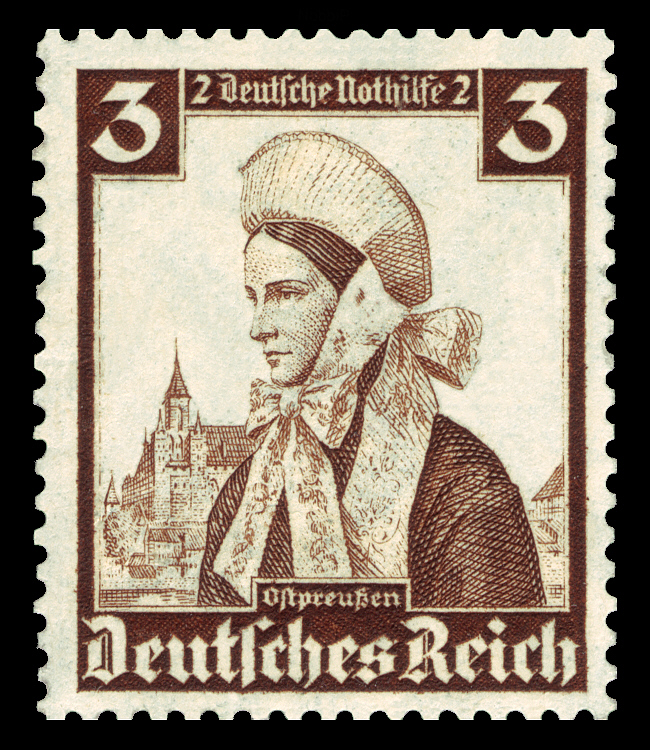
3pf
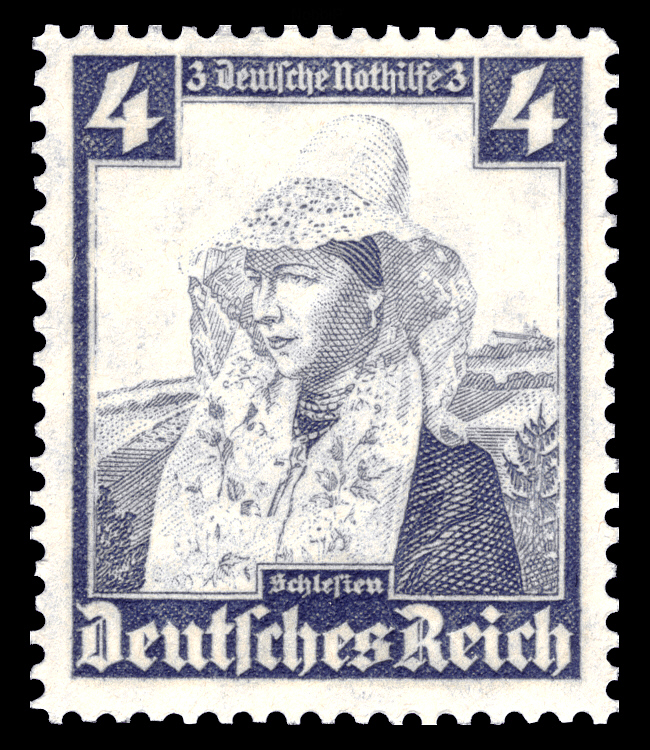
4pf
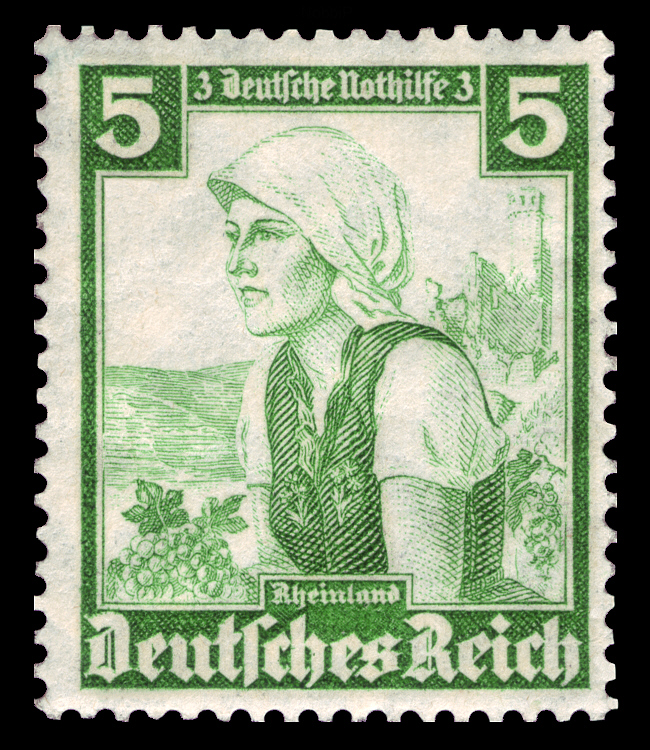
5pf
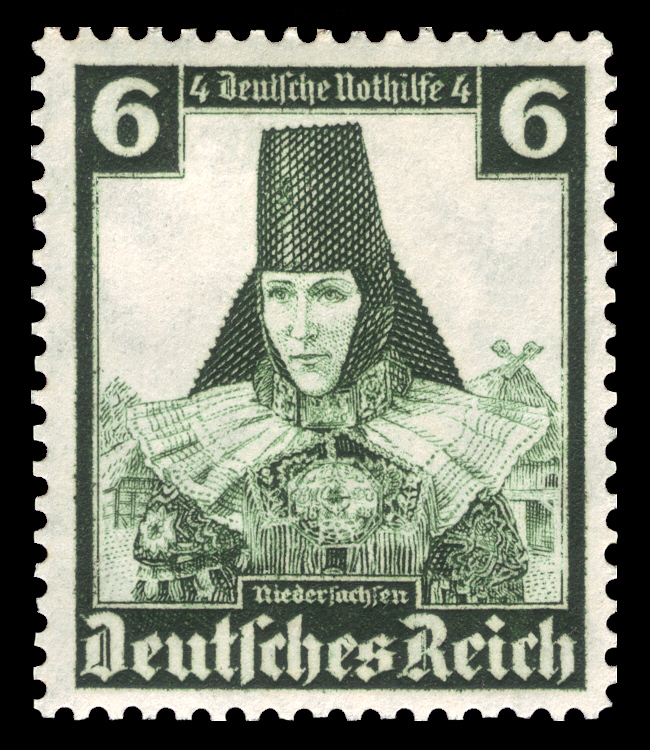
6pf
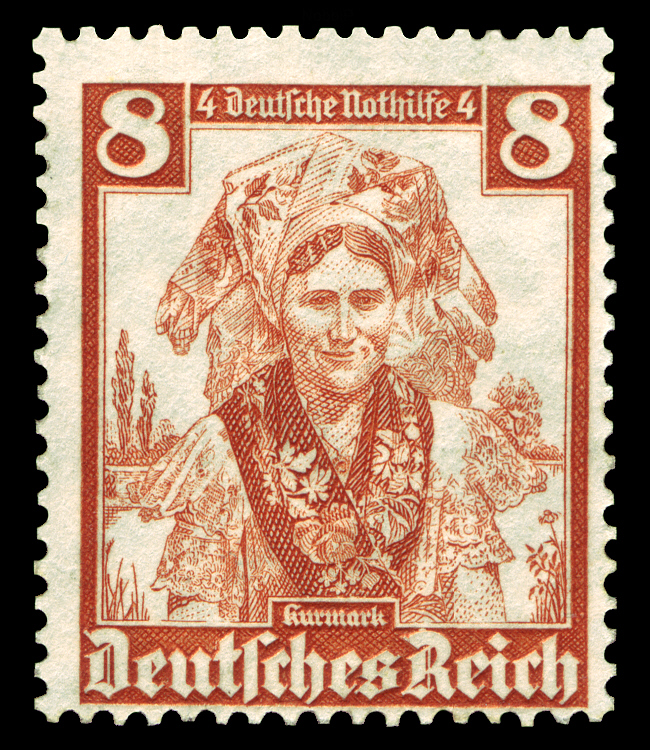
8pf
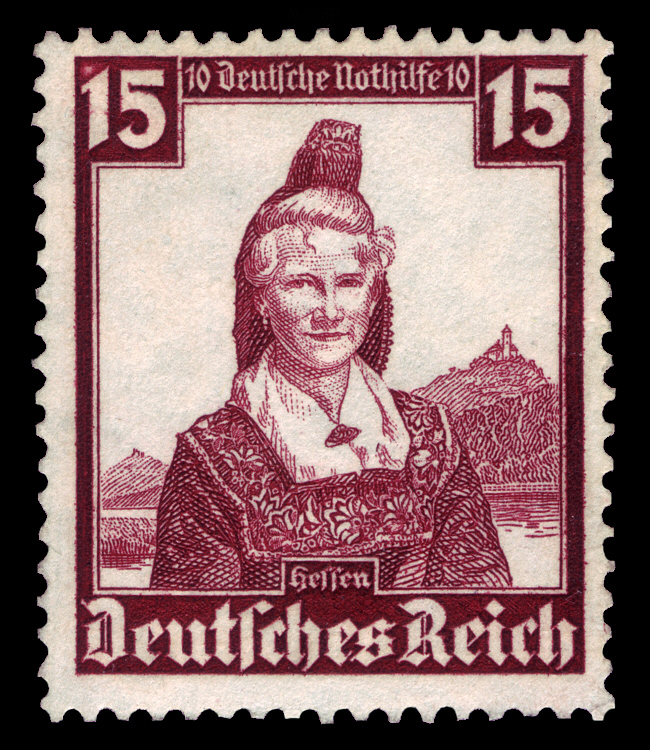
15pf
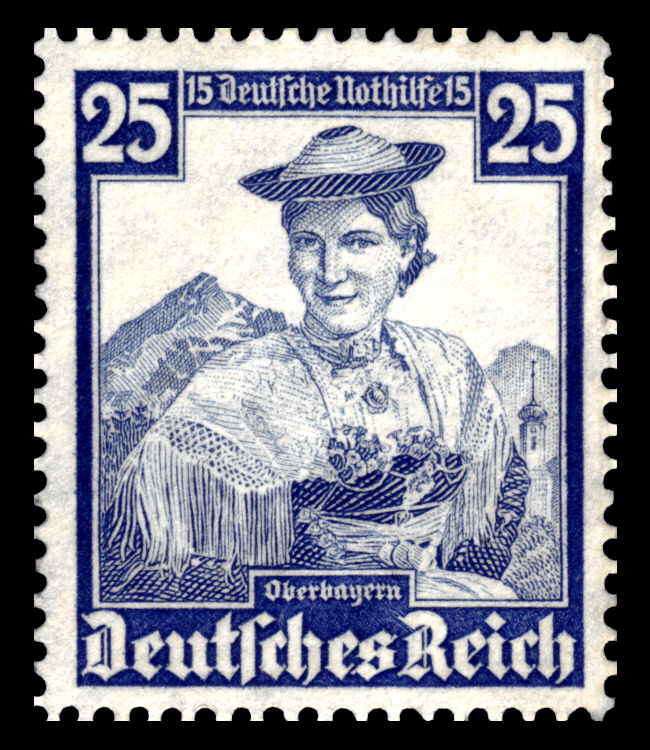
25pf

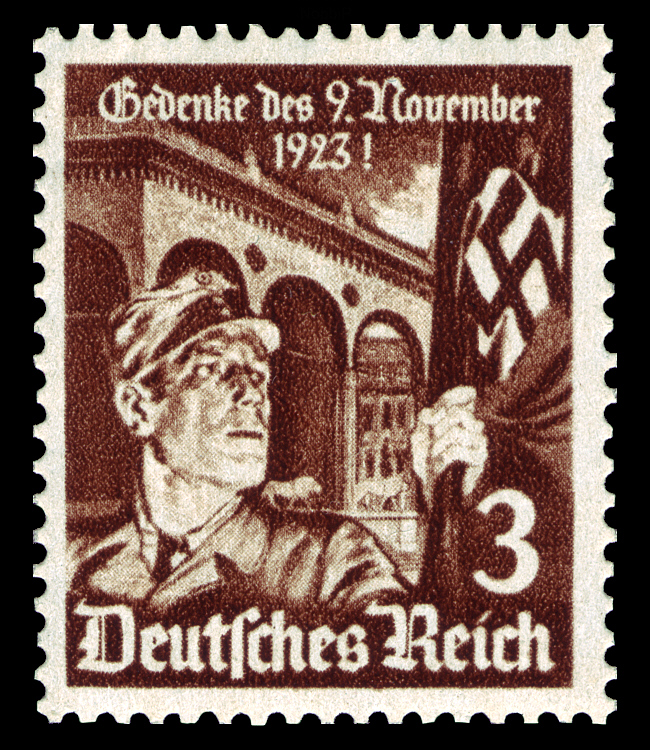
3pf
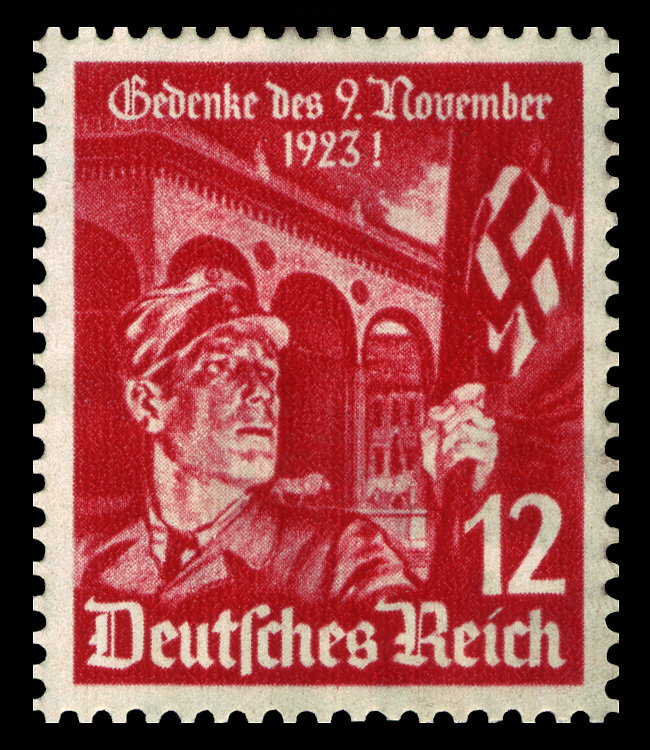
12pf

25/11: Thế vận hội Olympic mùa Đông 1936.

### 1936
6/1: Kỉ niệm 10 năm Deutsche Luft Hansa
15/2: Kỉ niệm 50 năm xe cơ giới và khai mạc Triển lãm ô tô và xe máy quốc tế tại Berlin.
16/3: Tem hàng không Khí cầu Hindenburg.
4/5: Kỉ niệm 250 năm ngày mất của Otto von Guericke.
9/5: Thế vận hội Olympic mùa Hè 1936.
3/6: Đại hội Berlin-Munich, giải đua ngựa 1936 Munich Riem.

30/6: Đại hội Quốc tế Giải trí.
- 6pf
- 15pf

3/9: Đại hội Đảng Quốc xã lần thứ 8.

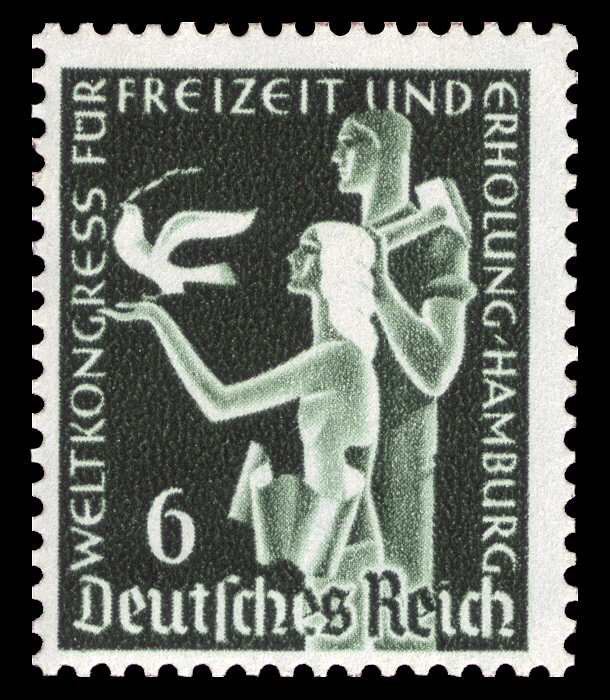
6pf
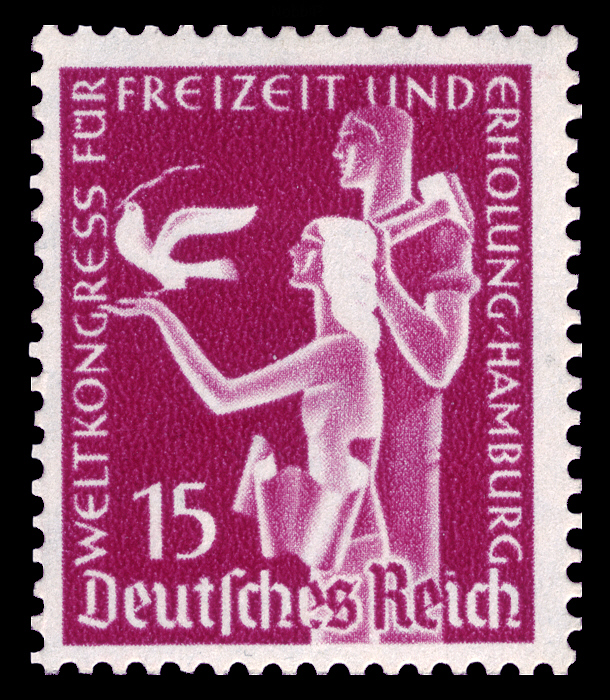
12pf

21/9-26/10: Cứu trợ mùa đông, các tòa nhà Đức.

### 1937
3/3: Bộ tem Bảo vệ bầu trời

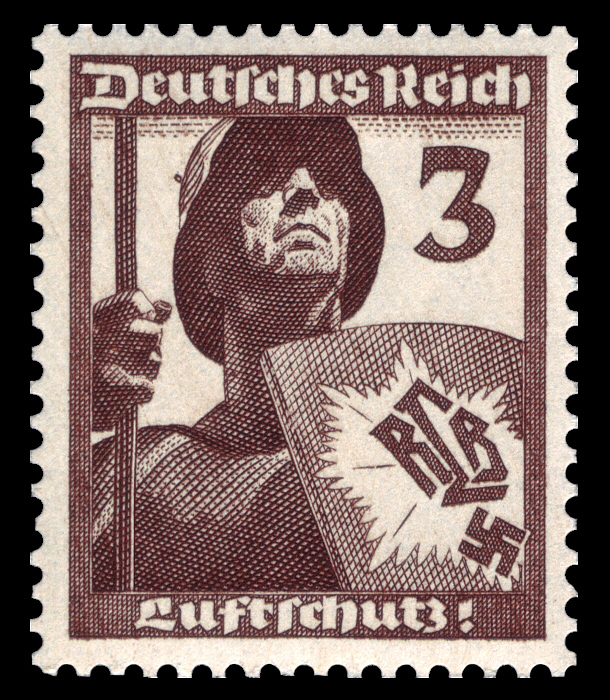
3pf

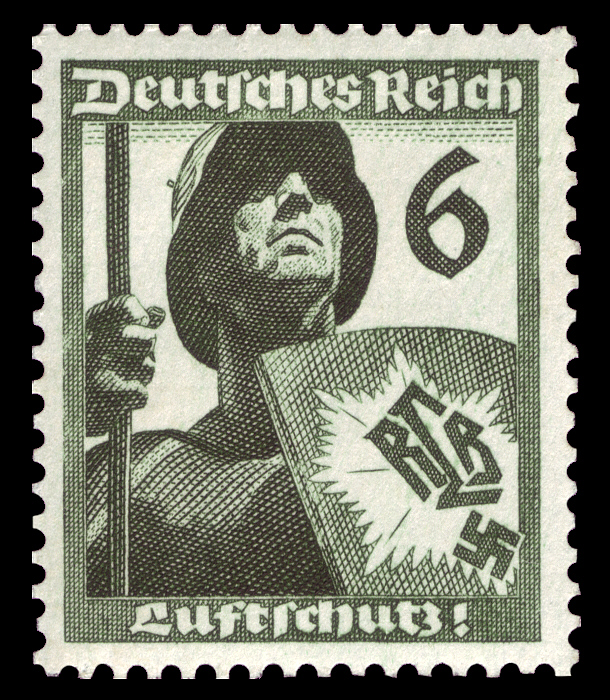
6pf
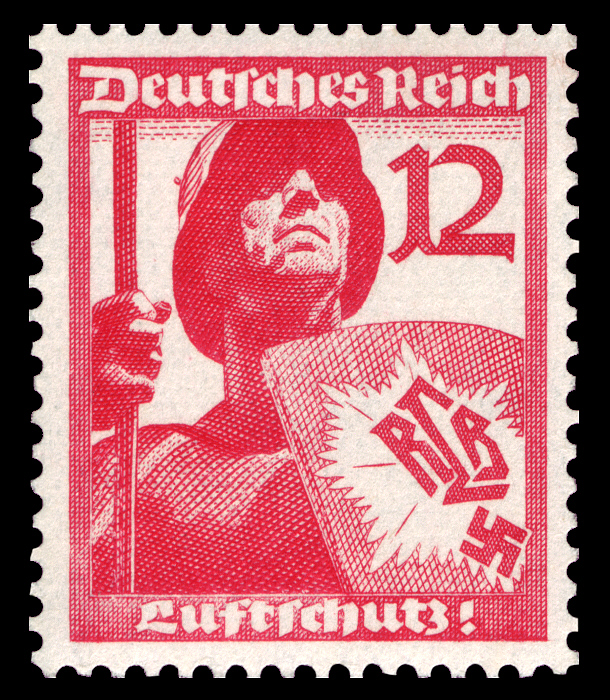
12pf
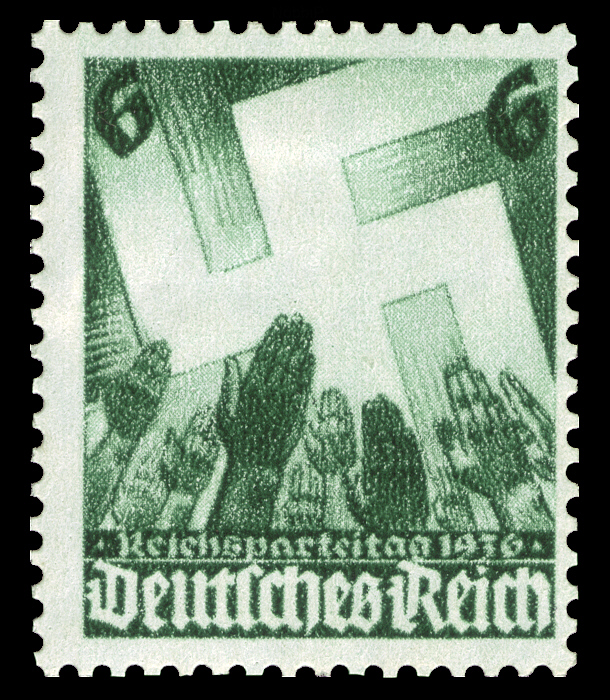
6pf
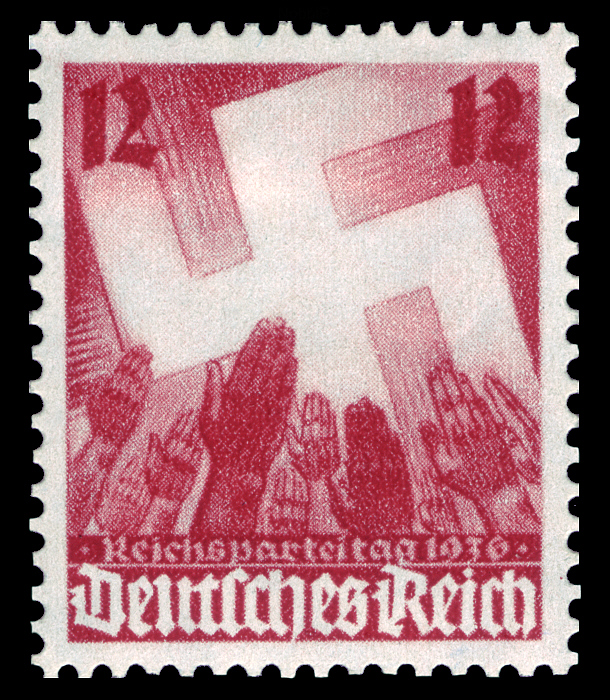
12pf

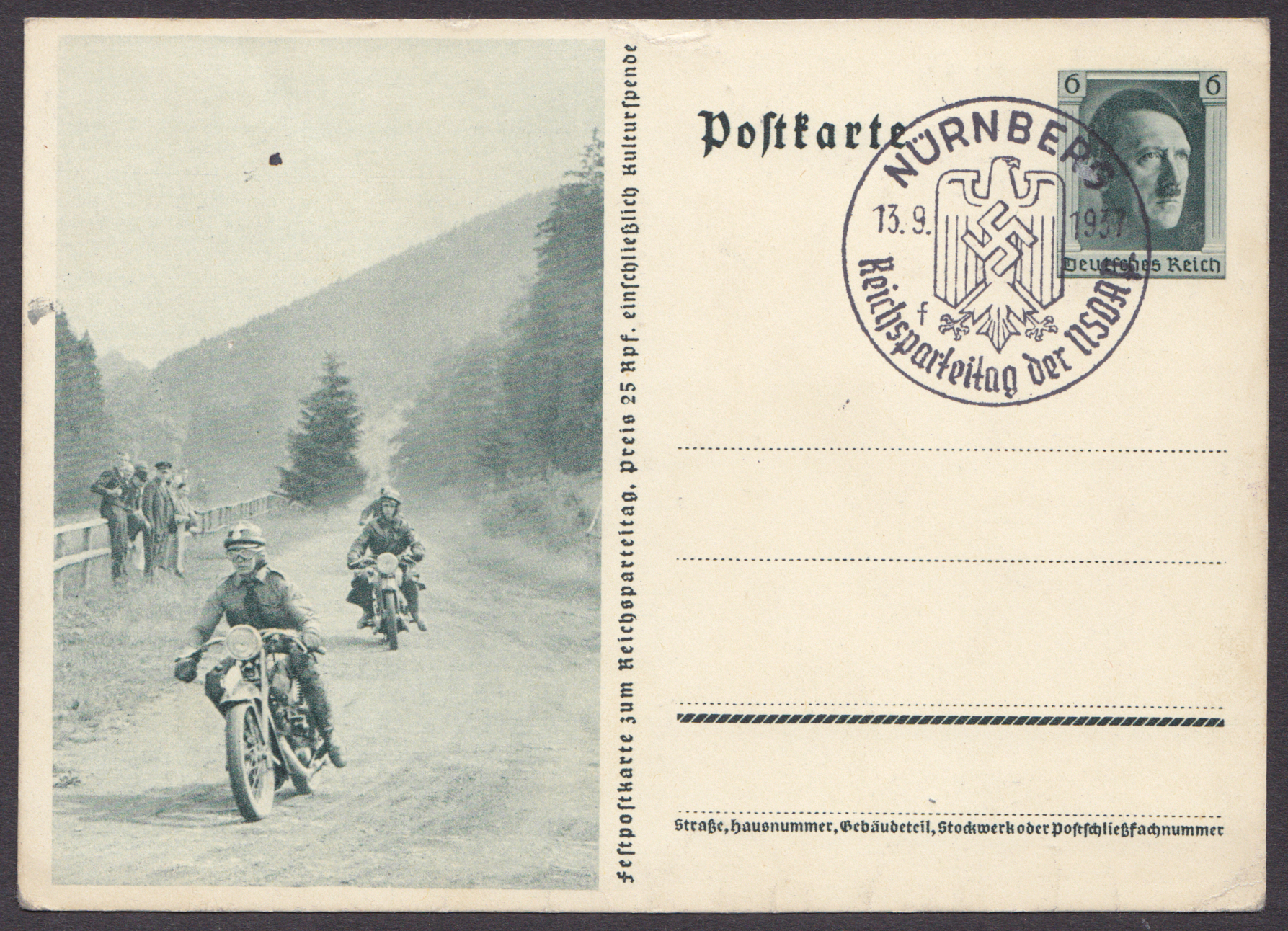
Phong bì Mít tinh Đức Quốc xã tại Nuremberg 1937, có tem Sinh nhật Adolf Hitler giống với 5 tem tiếp theo.

5/4: Kỷ niệm sinh nhật lần thứ 4 của Hitler.
16/4: Triển lãm tem Đức
10/6: Tem tài trợ Văn hóa Đức
1/8: Giải đua ngựa Munich Riem.
3/9: Đại hội Đảng Quốc xã lần thứ 9.

4/11: Cứu trợ mùa đông, về các loại tàu
- 3+2 pf3+2 pf
- 4+3 pf4+3 pf
- 5+3 pf5+3 pf
- 6+4 pf6+4 pf
- 12+6 pf12+6 pf
- 15+10 pf15+10 pf
- 25+15 pf25+15 pf
- 40+35 pf40+35 pf

### 1938

6+4 pf
12+8 pf

28/1: Kỷ niệm 5 năm Hitler lên nắm quyền.

3+2 pf
6+4 pf
5+3 pf
6+4 pf
12+8 pf
15+10 pf
25+15 pf
40+35 pf

8/4: Trưng cầu dân ý ở Áo

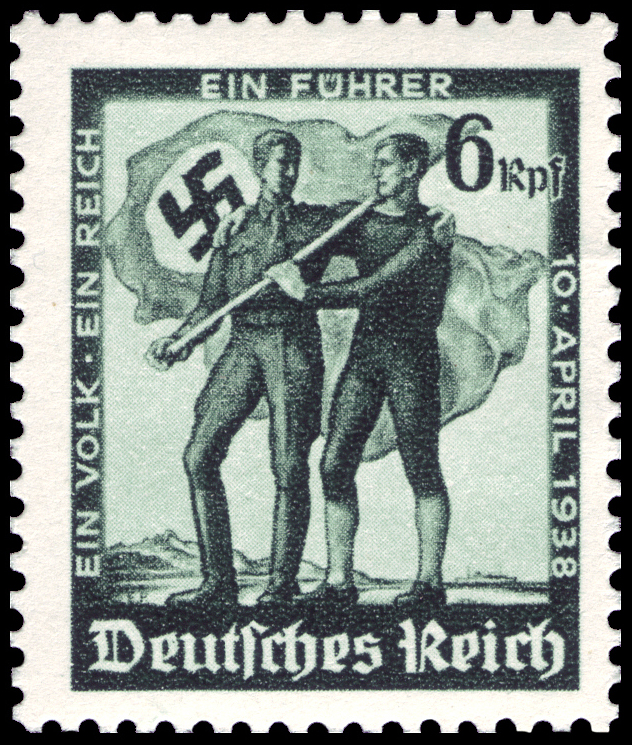
6pf

13/4: Sinh nhật lần thứ 49 của Hitler

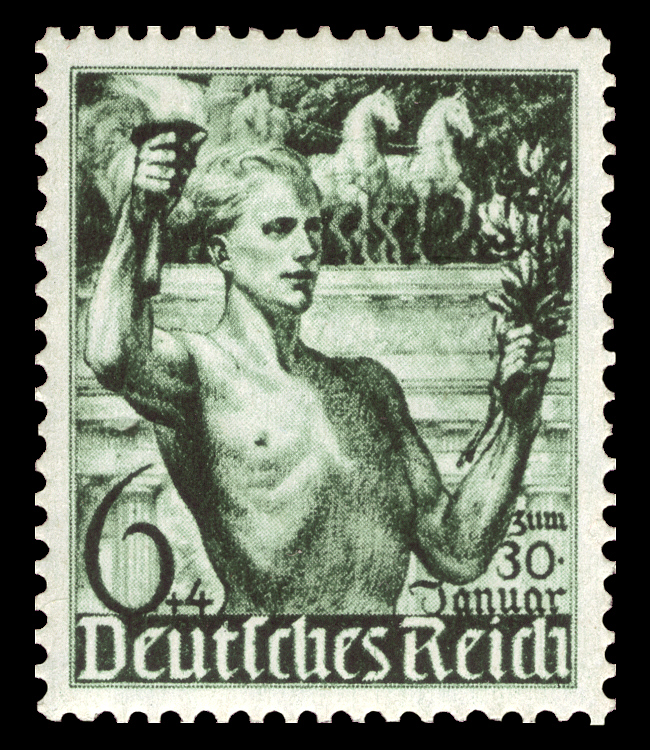
6+4 pf
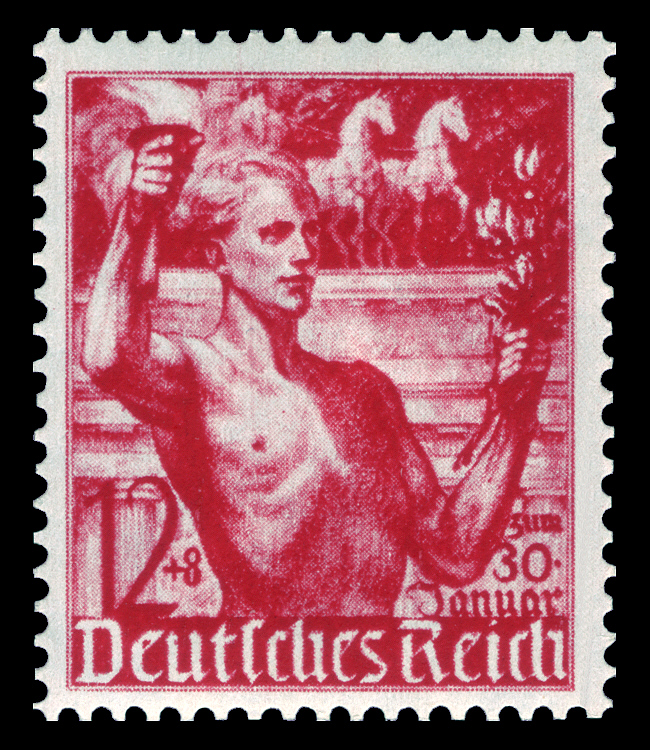
12+38 pf

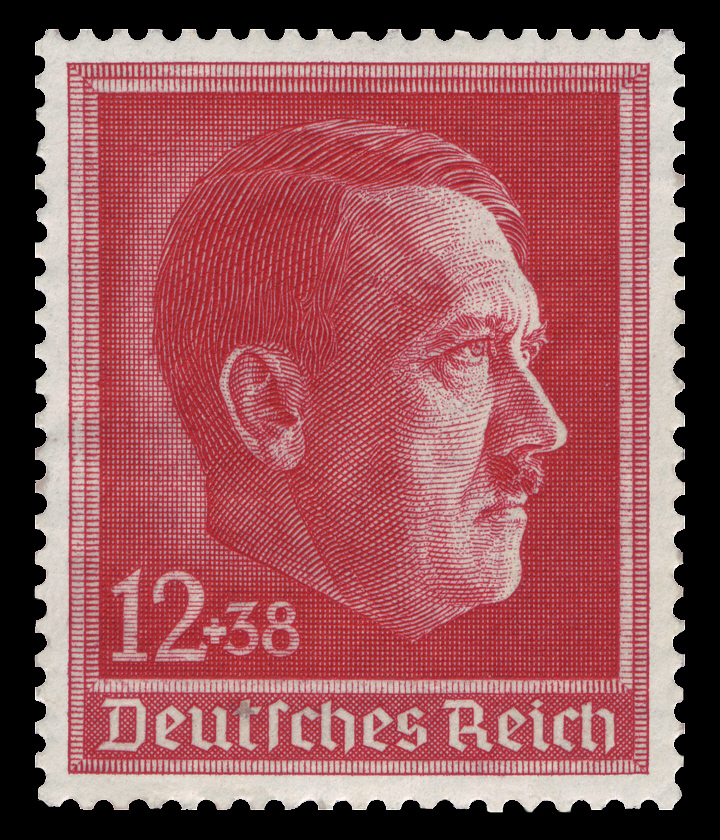
12+38 pf

21/6: Lễ hội thể dục thể thao Đức tại Wroclaw

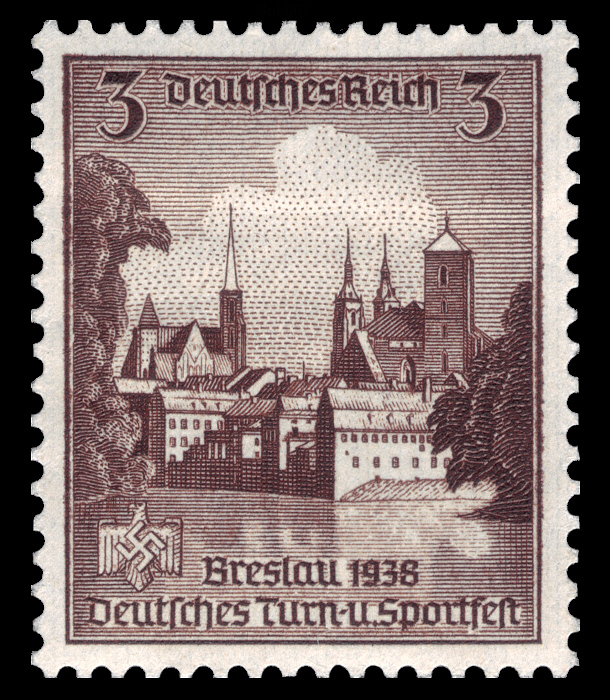
3pf
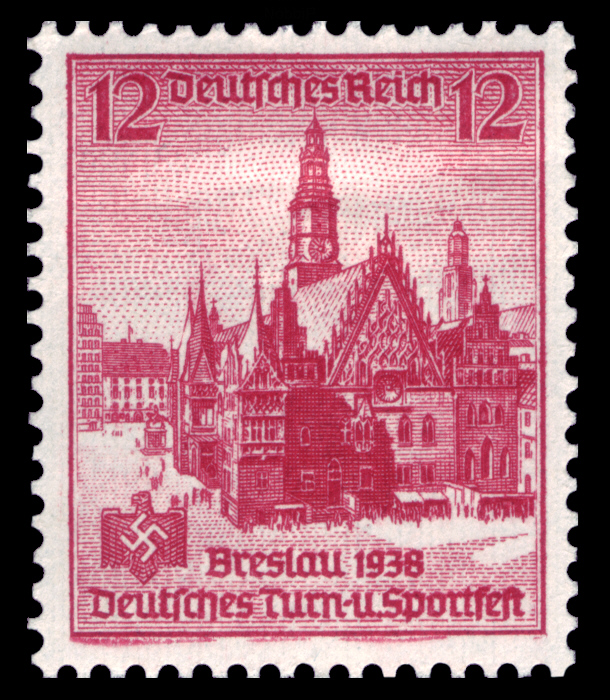
12pf
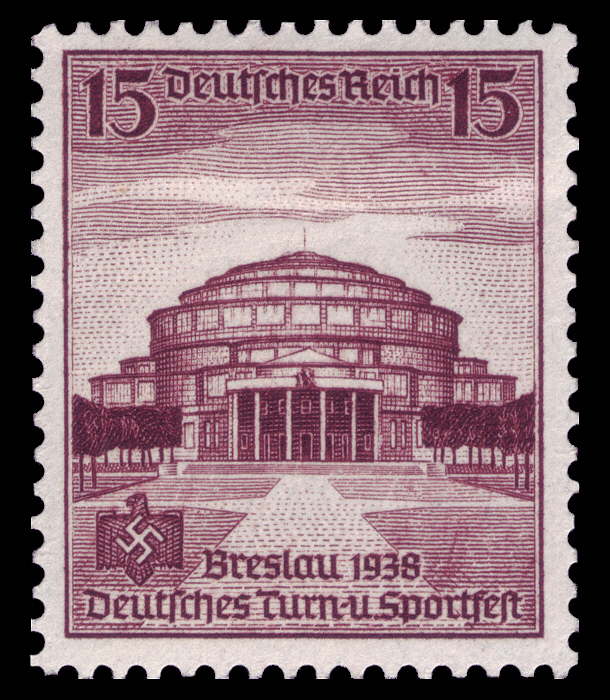
15pf

5/7: Tem hàng không, 100 năm sinh nhật Zeppelin

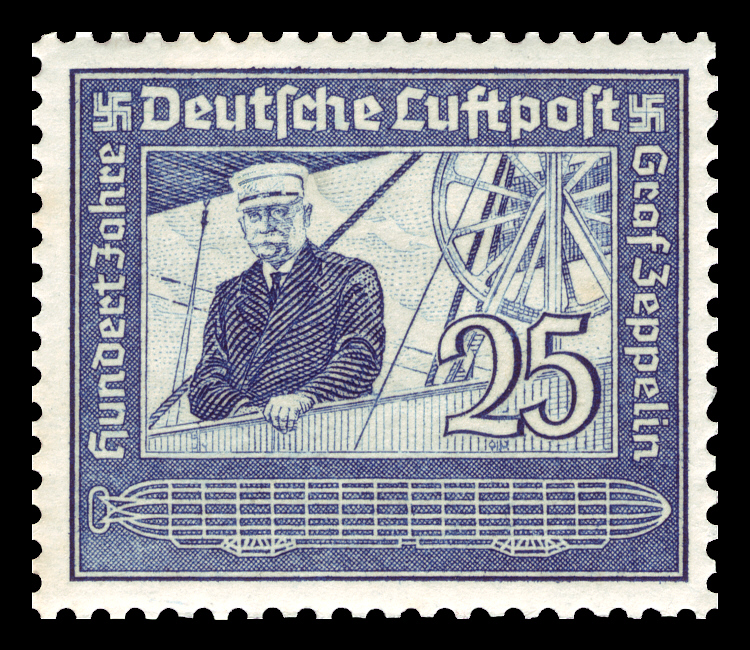
25pf
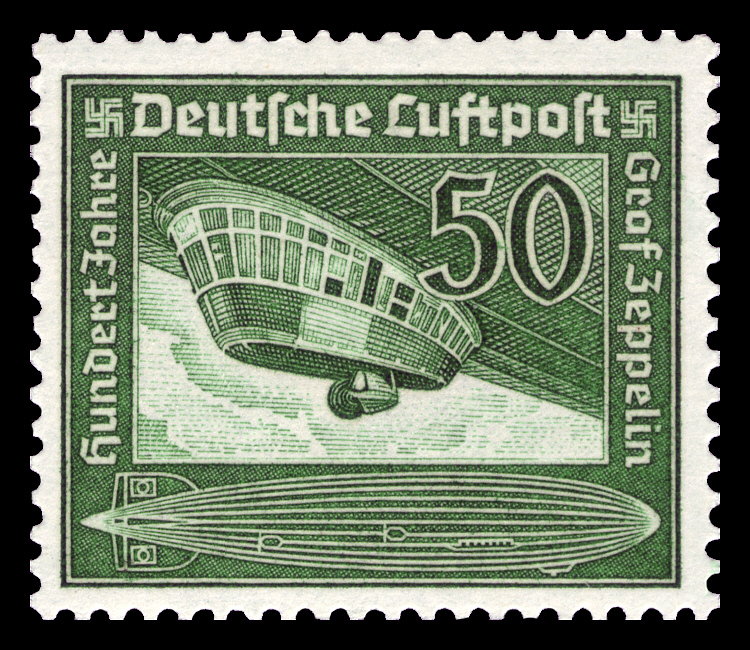
50pf

20/7: Giải đua ngựa Munich Riem.
1/9: Đại hội Đảng Quốc xã lần thứ 10.

9/10: Khai trương nhà hát Saarpfalz

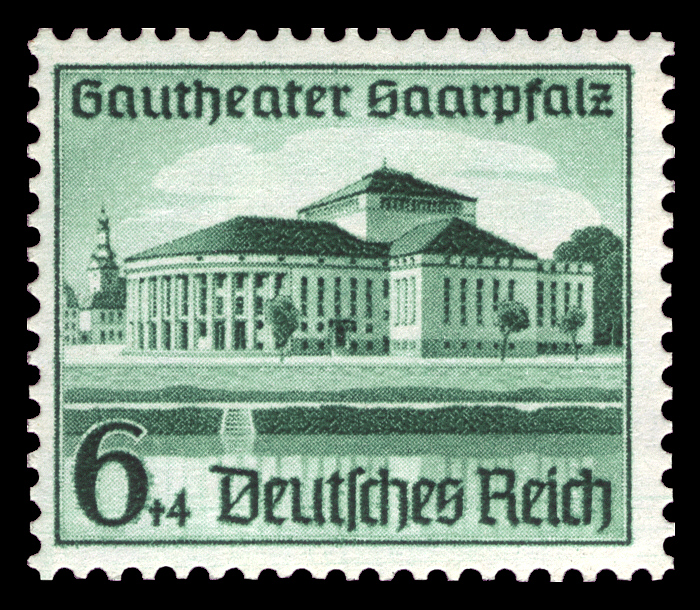
6+4 pf
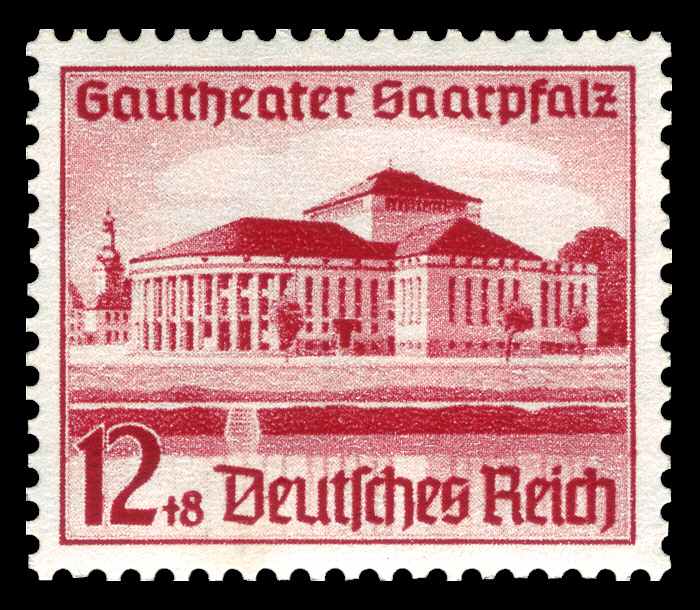
12+8 pf

18/11: Cứu trợ mùa đông, phong cảnh miền Đông.

3+2 pf3+2 pf
4+3 pf4+3 pf
5+3 pf5+3 pf
6+4 pf6+4 pf
12+6 pf12+6 pf
15+10 pf15+10 pf
25+15 pf25+15 pf
40+35 pf40+35 pf

2/12: Trưng cầu dân ý ở Sudetenland
- 6+4 pf6+4 pf
- 12+8 pf12+8 pf

#### Phổ thông
26/1:  Biểu tượng Đức Quốc xã kèm với đế chân ở dưới.

## Liên kết
1. ↑  BBC Select (ngày 21 tháng 6 năm 2023), A Fortune from Stamps | Hitler: A Life in Pictures | BBC Select, truy cập ngày 9 tháng 7 năm 2024
2. ↑  "1938 Dienstmarken der Partei".